# Странник (картина Перова)
«Стра́нник» (в некоторых источниках — «Стари́к-богомо́лец») — картина русского художника-передвижника Василия Перова, созданная им в 1870 году. В настоящее время входит в коллекцию и постоянную экспозицию Государственной Третьяковской галереи в Москве. Картина неоднократно участвовала в национальных и международных выставках, в том числе в Императорской академии художеств в 1870 и 1873 годах в Санкт-Петербурге, во Всемирной выставке в Париже 1878 года и в посмертной выставке картин Василия Перова в 1882—1883 годах в Москве и Санкт-Петербурге. Картина вызвала острую дискуссию среди современников художника. В ней, в частности, участвовали художественный критик и историк искусства Владимир Стасов, русский писатель Николай Лесков, оценившие её весьма высоко, а также живописец и педагог Павел Чистяков, подвергший её, как и другие картины Перова, представленные на выставке 1870 года в Санкт-Петербурге, резкой критике.
Историю создания картины Василий Перов отразил в своём рассказе «Под крестом», который был впервые опубликован в «Художественном журнале с приложением Художественного альбома» за 1881 год. Считается, что образ странника на картине близок к описанию главного героя рассказа. Однако кандидат филологических наук Элеонора Гомберг-Вержбинская в монографии «Передвижники» (1970) писала, что на картине «Странник» изображён «отставной солдат, оставшийся после долголетней службы без семьи и угла [одежду персонажа искусствовед охарактеризовала как „ветхую шинель“], может быть, погорелец или житель голодной губернии».
Доктор искусствоведения Владимир Леняшин связывал наиболее яркие достижения позднего творчества Василия Перова с портретным жанром. Картины «Фомушка-сыч» и «Странник» он называл поразительными по силе проникновения в народный характер. В них, по мнению искусствоведа, художник предопределил важнейшую тенденцию в развитии русского искусства — «к синтезу „хорового“ начала и глубокой психологической характеристики каждого человека, к синтезу портрета и картины». Русский и советский искусствовед, академик Всеукраинской академии наук Алексей Новицкий в книге «Передвижники и их влияние на русское искусство» (1897) писал о картинах Перова «Странник» и «Фомушка-Сыч», что на них представлены «необыкновенно характерные русские народные типы», а автор в их создании проявил себя как великий художник, поэт и тонкий психолог. По утверждению искусствоведа, они (полотна Новицкий называет «маленькими этюдами») «стоят многих больших картин».

## Изображение на картине
Старый крестьянин в светло-коричневом армяке изображён в трёхчетвертном обороте к зрителю. Он опирается на палку и одновременно придерживает в руках тёмно-коричневую меховую шапку. За плечами у него котомка и сложенный зонтик, у пояса большая оловянная (по мнению советского историка и искусствоведа Нины Лапуновой, медная) кружка, а на ногах плетёные лапти. У персонажа крупное лицо, русые волосы и окладистая седая борода. Благородство лицу крестьянина придают карие спокойные глаза под тёмными бровями, прямой нос и высокий лоб. У странника «цельный, волевой характер».
Нина Лапунова видела в персонаже картины особый тип народного характера — странствующего скитальца. Искусствовед Ольга Лясковская отмечала великолепно изображённые художником руки, красоту колористического строя картины — тёплые, ржаные краски, красивые серебристые тона оловянной кружки. Свет на картине падает (Лясковская отмечала его некоторую условность) спереди и сверху, поэтому в тени оказывается нижняя часть фигуры, но именно это выводит её из темноты и придаёт ей «лёгкую динамику», «делает её пластичной, скрадывая прямые линии».
Советский искусствовед Алексей Леонов писал, что персонаж на полотне близок описанию главного героя в рассказе Василия Перова «Под крестом», созданного через десятилетие после картины «Странник», — бывшего дворового человека, а позже странника Христофора Барского. Искусствовед отмечал сходство внешности героев рассказа и картины художника. В том, что прототипом героя полотна был персонаж рассказа не сомневался и доктор искусствоведения Алексей Фёдоров-Давыдов в монографии 1934 года о творчестве Перова.
Слева внизу стоят автограф художника и дата создания полотна: «В. Перовъ 1870 г.».

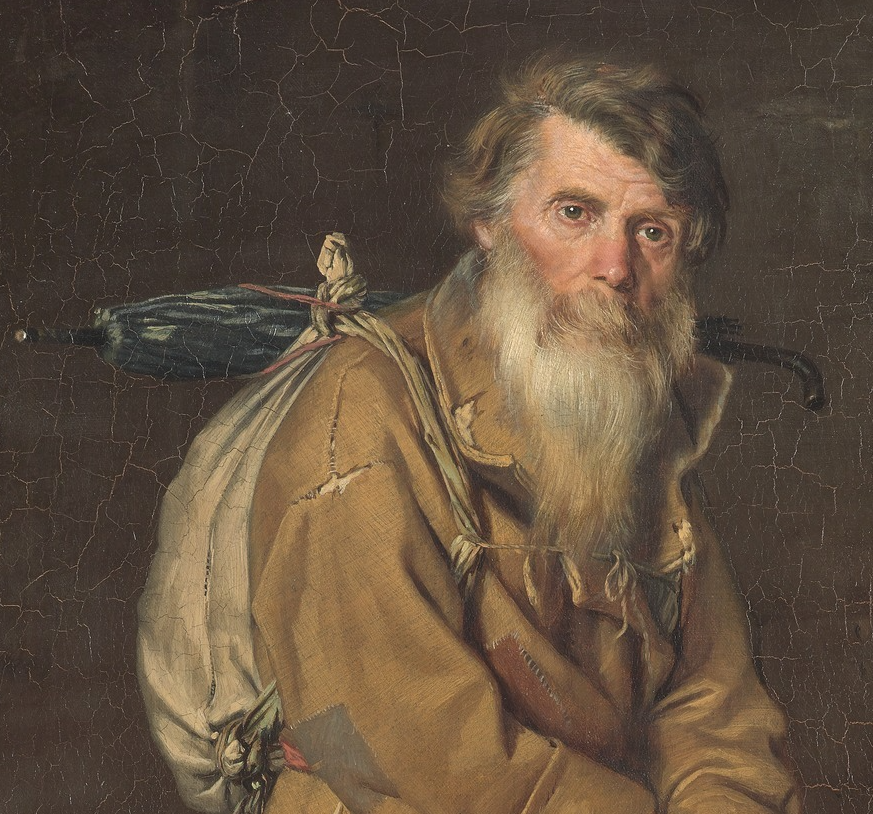
Лицо героя картины
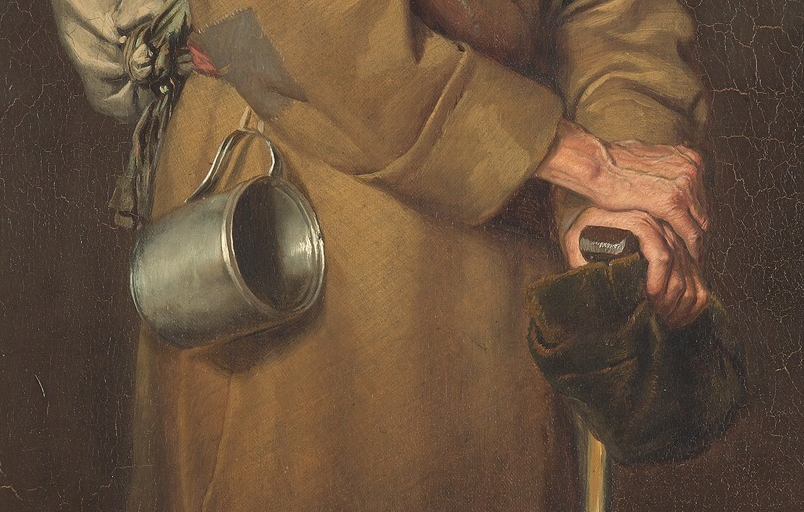
Руки персонажа
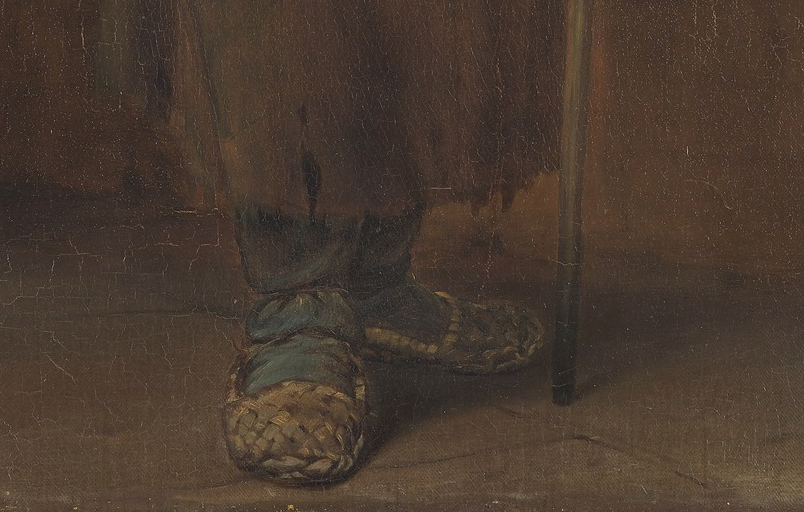
Нижняя часть полотна

## Василий Перов о создании «Странника»

### История создания рассказа «Под крестом» и его интерпретация искусствоведами
Старый странник с котомкой на плечах и с палкой в руке — характерный персонаж российского общества после отмены крепостного права. В это время голод и малоземелье заставляли крестьян отправляться из деревни в город в поисках работы. Особенно много среди них было бывших дворовых людей, не имевших права претендовать на выкуп участка земли у своего бывшего хозяина. Алексей Леонов отмечал, что судьба их привлекала внимание многих передовых людей второй половины XIX века. Русский писатель Иван Тургенев, проживавший в то время в Париже, в одном из писем своему другу Ивану Борисову, относящемся к 22 февраля 1863 года, с беспокойством задавал вопрос: «…что сталось с дворовыми…?».
Рассказ «Под крестом» был напечатан впервые в № 7 тома II «Художественного журнала с приложением Художественного альбома» за июль 1881 года. Уже в советское время он был переиздан в 1960 году в сборнике литературных произведений Василия Перова «Рассказы художника», вышедшем в издательстве Академии художеств СССР со вступительной статьёй и примечаниями искусствоведа Алексея Леонова по журнальной публикации с исправлением допущенных в ней опечаток и ошибок. Эпиграфом к рассказу Василий Перов выбрал цитату из Евангелия от Матфея: «И бывает для человека того последнее хуже первого» (Мф. 12:45). Считается, что рассказе речь идёт о работе художника над картиной «Странник», которая была закончена в 1870 году. В поисках образа героя этого полотна Василий Перов уже сделал ряд этюдов, когда волей случая встретился с героем рассказа — бывшим крепостным Христофором Барским, который и стал прототипом героя картины.
Советский искусствовед Алексей Леонов интерпретировал содержание повествования как «рассказ о новом рабстве трудового народа, возникшем после пресловутой „свободы“, „дарованной“ царём и крепостниками 19 февраля 1861 года». Леонов писал, что в эту картину художник вложил те же свои размышления, которые излагал «в повести о жизни и думах Христофора Барского». В рассказе речь идёт о том, как тяжело было бывшим крепостным после реформы освоиться в новой капиталистической России. Главный герой с гордостью отказывается от «„благодеяния“ „нового господина“ — разжиревшего богатея-буржуа», которого он характеризует следующим образом: «И прежде чем дадут её [помощь]… унизят, оскорбят, истерзают, а затем и бросят кусок хлеба… Да ещё бросят ли? Но что наверное будет, сударь мой, так это то, что прокричат они на весь город: мы, дескать, отцы и благодетели!…». В репликах Христофора Барского Алексей Леонов услышал протест и «бунт страдальца». Искусствовед считал, что в них Василий Перов передавал собственные мысли «о тягостях крепостного права, о ещё более хищной эксплуатации народа, наступившей в пореформенное время, о страстном стремлении к настоящей свободе».

### Сюжет рассказа «Под крестом»

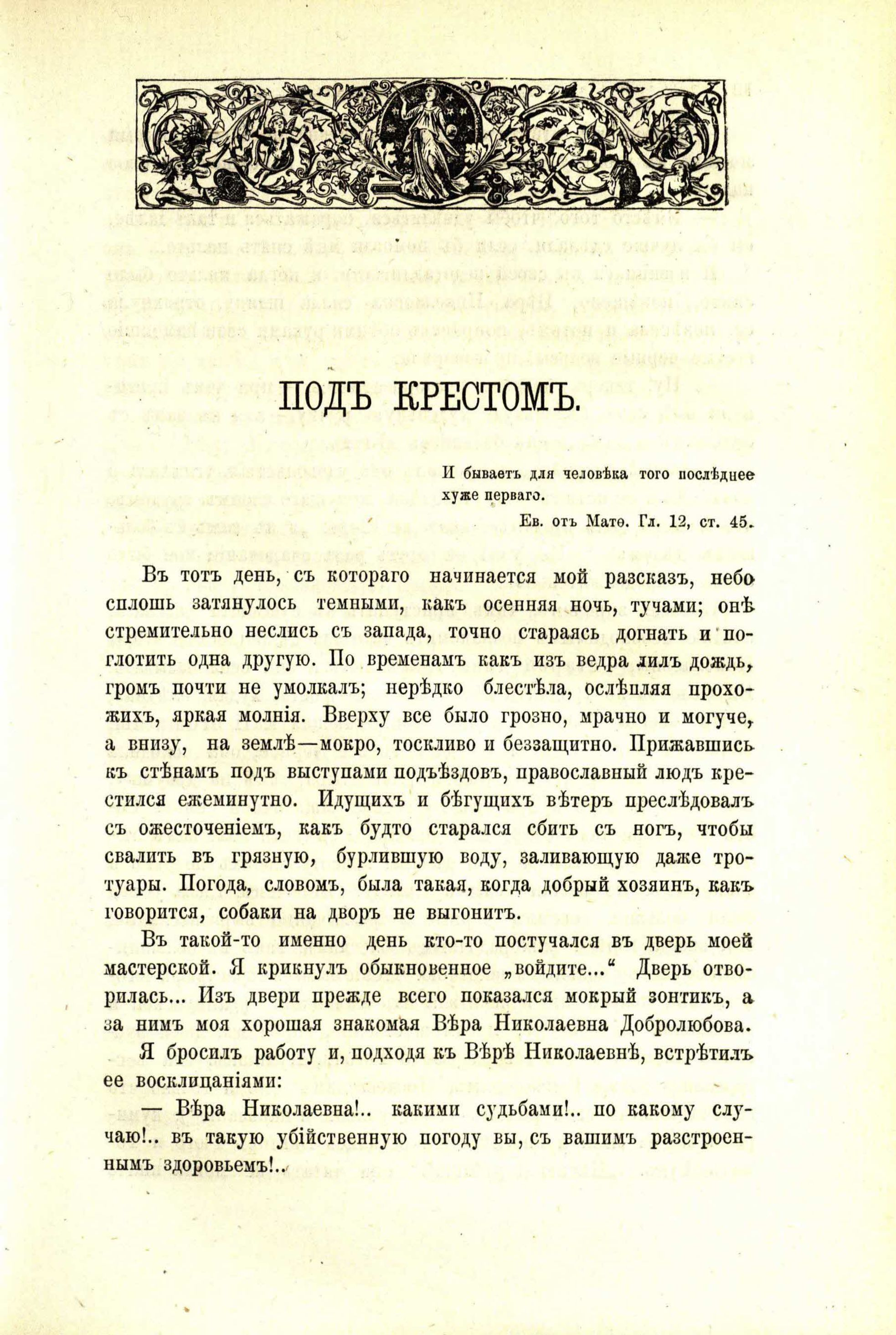
Первая страница первого издания рассказа «Под крестом»

Как-то в ненастную осеннюю погоду в мастерскую к художнику зашла его хорошая знакомая — старая дева лет тридцати Вера Николаевна Добролюбова. Женщиной владели две страсти — к чтению и благотворительности. Она рассказала художнику об одиноком и нищем старике 84 лет, которого случайно встретила. Старик — бывший крепостной какого-то князя, впоследствии побывавший в собственности у десятка господ, «к которым он переходил из рук в руки». После отмены крепостного права старик остался без крова, семьи, родственников и друзей. Он ходит из дома в дом, за плату где-то колет дрова, где-то носит воду или подметает двор. Ночует он, по предположению Веры Добролюбовой, «в поле, на кладбище или где-нибудь под мостом». Женщина просила художника, пользуясь знакомством, устроить старика в приют местного благотворителя и мецената Саввы Щукина. Уже на выходе она, «смотря на одну из начатых… картин, сказала: „А может старик и для вас пригодится, для вашей картины“».
Около полудня следующего дня в мастерскую художника вошёл старик: «Переступив порог мастерской, он остановился шагах в двух от двери и начал сперва осматривать углы комнаты». Он напомнил художнику некоего старого князя Н., которого Перов повстречал несколько лет назад. «Внешность старика была почтенна, красива и очень симпатична… Взглянув на его лицо, я не мог оторвать своего взгляда: такого благородства, такого внешне аристократического вида ни прежде, ни после не случалось мне видеть», — признавался Василий Перов. Автор рассказа детально описывает, как выглядел странник: «Старик… был высокого роста, но уже согнувшийся, как верхняя ветвь высокой ели… Борода его была… скорее серая, напоминающая цвет подержанного серебра; глаза грустные, как бы задёрнутые чёрным флёром или временем долгого страдания, и на одном из них виднелось большое белое пятно. Вместо плаща на нём красовался широкий с заплатами крестьянский кафтан цвета ржаного хлеба, подпоясанный узким ремнём с медной пряжкой. На ногах, одетых в шерстяные чулки, торчали опорки». Имя старика было Христофор Барский.
Барский рассказал художнику, что, будучи дворовым человеком, он много раз менял хозяев и профессии: был чтецом, музыкантом, камердинером. После отмены крепостного права землевладелец Пустовалов продал землю, а дворовым, прощаясь, сказал: «Ну, милые, ступайте теперь к тому, кто даровал вам свободу, — он милосерд, всех вас напоит, накормит, обует и оденет, а я вам, други мои, больше не кормилец». Христофор Барский стал подёнщиком. Перов пообещал устроить странника в богадельню, принадлежавшую местному благотворителю Савве Щукину.
На следующий день художник отправился к Щукину, который был богатым купцом, занимался благотворительностью, а в последнее время слыл меценатом, увлекался археологией и игрой на виолончели. Купец был одинок, но обладал маниакальным желанием зарабатывать деньги. «Он был несомненно человек доброй души и с хорошими стремлениями; но убийственное воспитание и окружающие люди, окуривавшие его вместо истины лестью и ложью, сделали из его восприимчивой натуры не то, чем бы она могла быть при других условиях», — писал о нём Перов в рассказе. Художник рассказал купцу о 84-летнем Христофоре Барском и попросил принять его в приют. Меценат пообещал сделать это, встретился со странником и даже дал ему визитную карточку, в которой передавал просьбу немедленно принять старика в приют. Однако в приюте не оказалось мест и Барскому оставалось только ждать их появления. Прошло более месяца. Всё это время странник каждые две недели наведывался в приют, но получал отрицательный ответ. Когда началась зима, то Перов узнал, что в богадельню за всё это время было принято несколько городских мещан и промотавшийся купец. В то же время больной и выполняющий тяжёлую и грязную работу Христофор Барский продолжал ночевать иногда в сенях, иногда в сарае, а особой милостью считал возможность переночевать у кого-то на кухне.
В феврале Барский снова появился в доме художника, который, узнав от него о невыполненном обещании, сам поехал в дом Щукина. Купец удивился, что его приказ принять странника в богадельню не был выполнен, и даже рассердился на начальника приюта. Щукин приказал привести к себе Барского и вместе с Перовым принял его в самой роскошной комнате своего дома — в столовой. Во время беседы со стариком Щукин посмеялся над ним, но вручил ему для передачи в приют письмо, заканчивающеея словами: «Даже если нет места, то всё-таки принять сверх комплекта». Барский взял письмо, но на следующий день пришёл к рассказчику и передал письмо ему. Старик заявил, что 70 из 85 лет его жизни над ним издевались «господа законные и господа по плоти и крови, по образованию и воспитанию, и по заслугам царю и отечеству». Они не чета Щукину, да и сам Барский стал из раба свободным человеком. Он отказывается принимать подачку от человека, который издевался над ним под предлогом оказания помощи.
Спустя некоторое время расказчик с приятелем прибыли в монастырь к могиле известного своим благочестием и скончавшегося за двадцать лет до этого монаха Серафима. Находясь возле его могилы в окружении толпы монахов, расказчик услышал новость о смерти некоего богомольца. Подойдя к нему, расказчик признал в мёртвом Христофора Барского. Он сидел прямо на могиле Серафима под белым крестом. Тело мертвеца уже окоченело. Узнав от расказчика историю Барского, монахи приняли решение похоронить его у себя в обители.

## История создания картины
После окончания Московского училища живописи и ваяния Василий Перов совершил поездку в Европу. «Странник» был написан после возвращения Перова из поездки. Художник в это время стал смотреть на Россию совсем другими глазами. Если раньше он был «едким обличителем уродливых нравов общества», то теперь он выступал как «поэт скорби». С 1870 года Перов был профессором натурного класса Московского училища живописи, ваяния и зодчества. В этот период художник отдавал много сил преподавательской работе. Он был с учениками на занятиях в училище, на этюдах, беседовал с ними вечерами в своей мастерской о предназначении искусства. Кандидат искусствоведения Ольга Туберовская писала, что Перов в это время был «подлинным властителем дум и кумиром учащейся молодёжи». Художник являлся одним из организаторов и учредителей Товарищества передвижных художественных выставок, возглавлял московскую группу художников, примкнувших к этому творческому объединению в 1870 году.
Во второй половине 1860-х годов Перов написал свои лучшие произведения. Среди них и картина «Странник». Это «законченная новелла о человеческом горе и судьбе». Картина открывает в творчестве Василия Перова «череду образов народных мистиков и провидцев, осознанно предпочитающих „искать свою правду“ вне пределов городской цивилизации». Странничество для художника стало способом «обретения себя и Бога, путём к нравственному совершенствованию собственной души». Образ странника интересовал Василия Перова с юности. В Арзамасе в 1851 году он написал нищего, просящего милостыню, в котором Алексей Леонов увидел первый в творчестве художника образ странника. В коллекции Саратовского художественного музея имени А. Н. Радищева находится картина 1859 года, изображающая странника, опирающегося на палку. Позднее Перов неоднократно обращался к этой теме в своём творчестве.
Странники, юродивые, сектанты и отшельники на картинах Василия Перова — носители и олицетворение тяжёлой судьбы человека, терзаемого неутолимыми духовными потребностями, которые часто приобретают уродливый вид. Иногда в произведениях художника трактовка подобных сюжетов имеет спокойный, «объективно-бытовой характер». Примером этого типа изображения является картина «Приём странника-семинариста» (1874), в которой действие происходит в опрятной деревенской избе, а две крестьянки разного возраста угощают обедом странника, встреченного ими «с уважением и сочувствием». Иногда интерпретация таких сюжетов имеет «напряжённо-драматический, резко экспрессивный характер». Особенно такая трактовка, по мнению искусствоведа Владимира Петрова, характерна для графических работ Василия Перова и его эскизов. Именно в них очевидны «нервная импульсивность и порой почти болезненная реакция на наблюдаемые им человеческие страдания и уродства».

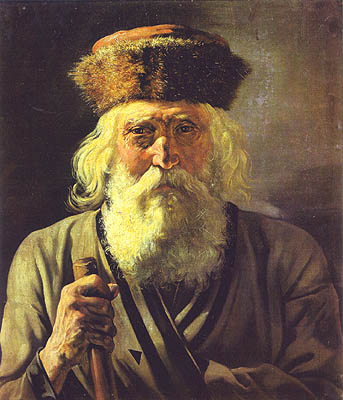
Странник, 1859, № 424, холст, масло, 63 × 55 см, Саратовский художественный музей имени А. Н. Радищева
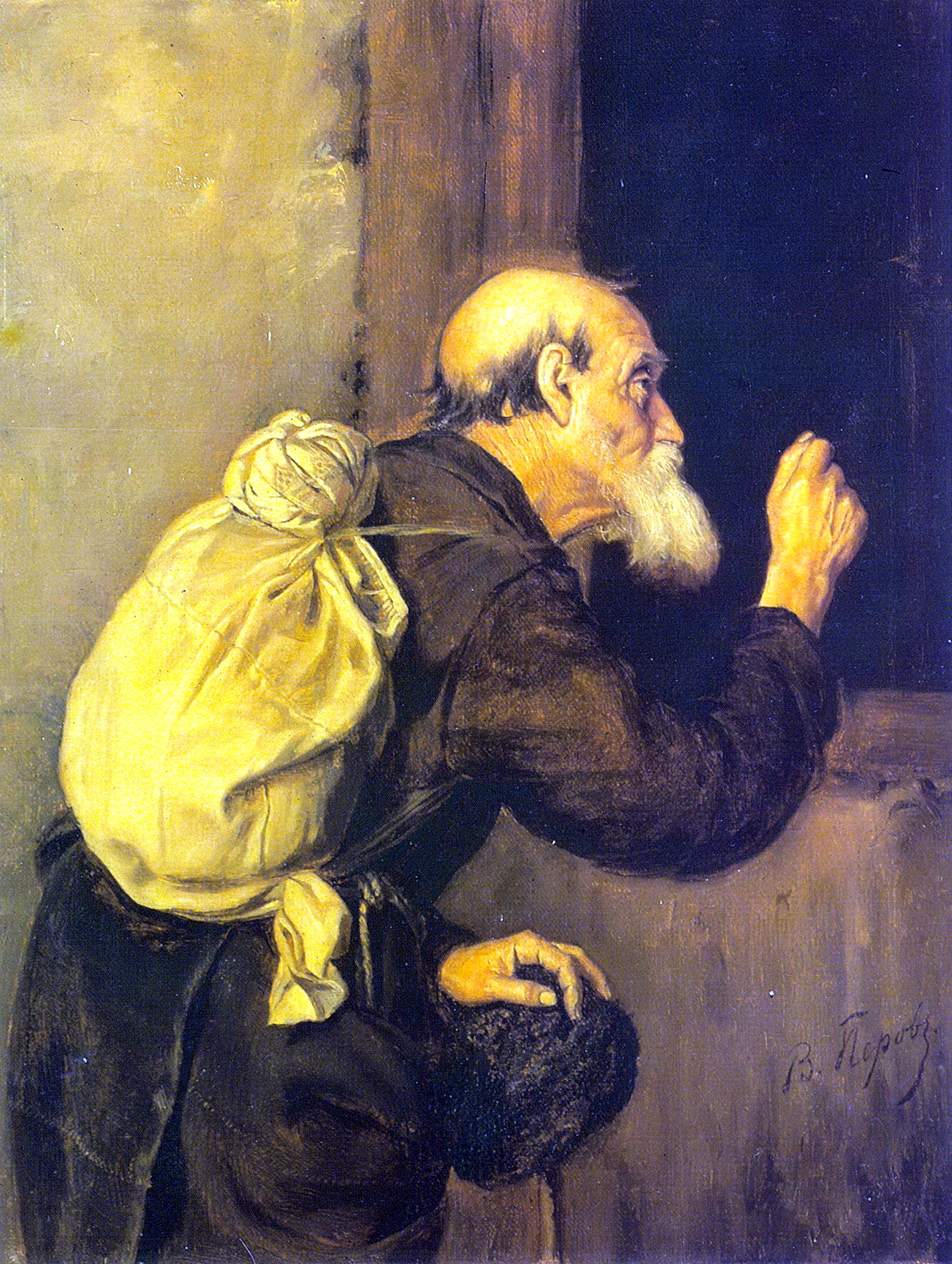
Странник, 1869, холст, масло, 48 × 40 см, Луганский областной художественный музей
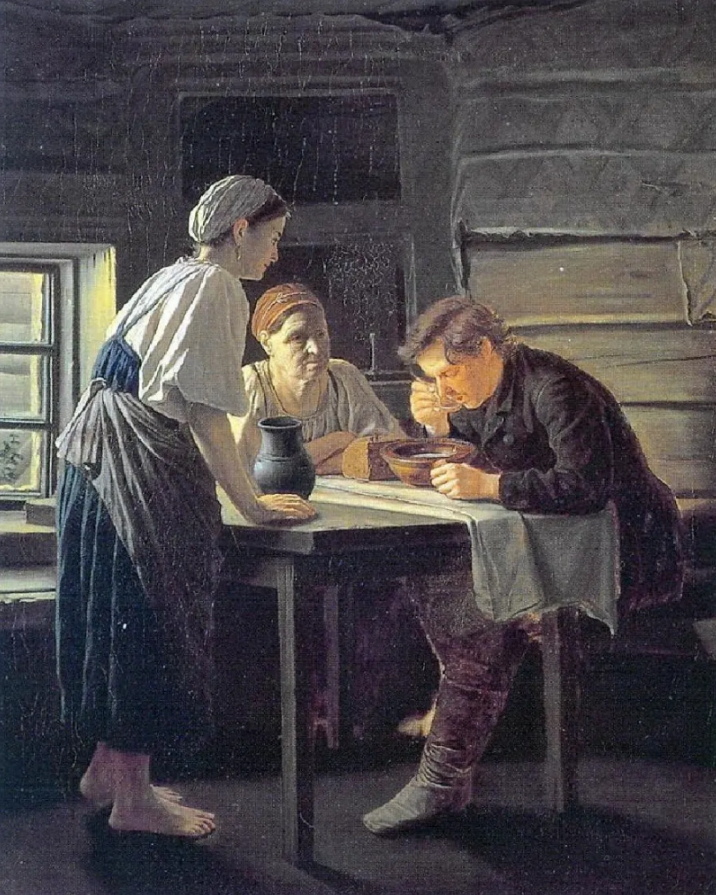
Приём странника-семинариста, 1874. Холст, масло, 93 × 78 см, Вятский художественный музей имени В. М. и А. М. Васнецовых
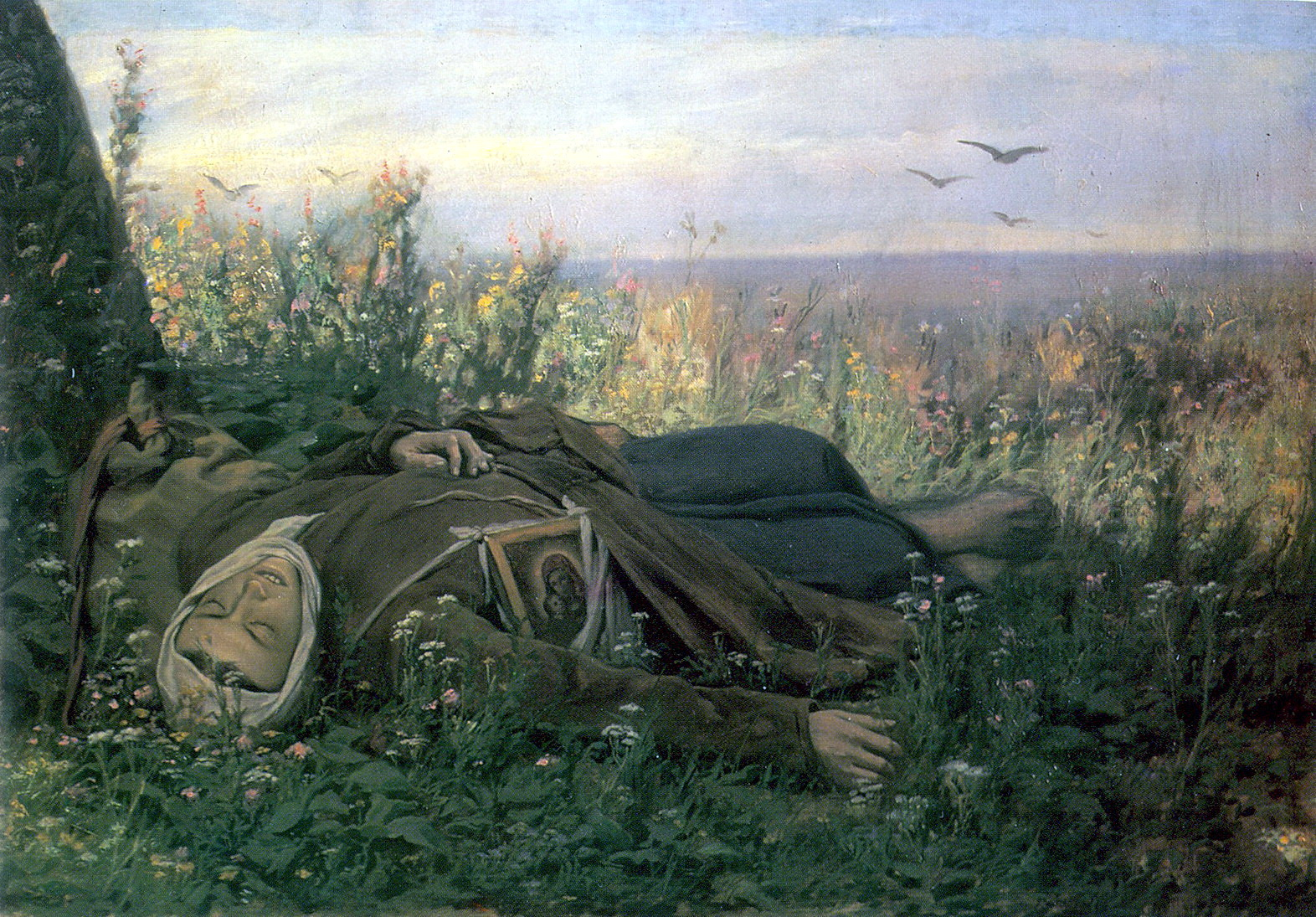
На пути к вечному блаженству (Странница в поле), 1879, холст, масло, 63 × 94 см, Нижегородский государственный художественный музей
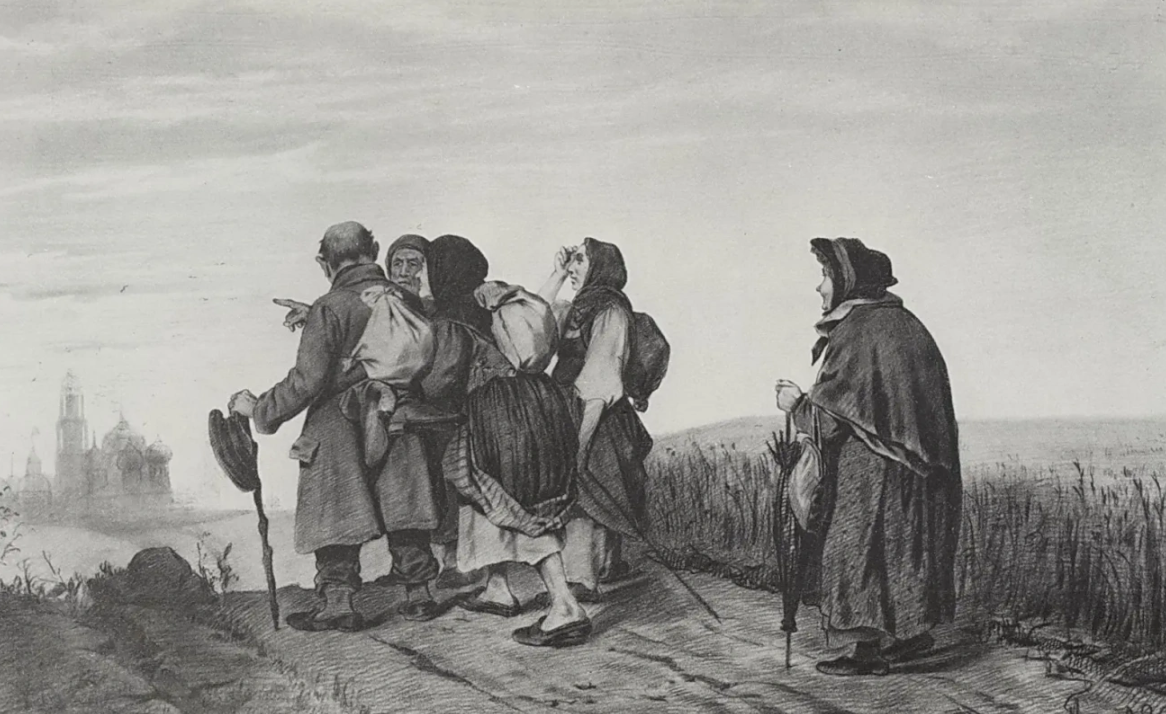
Паломники. На богомолье, 1867, карандаш, бумага, 31,6 × 47,3 см, Русский музей
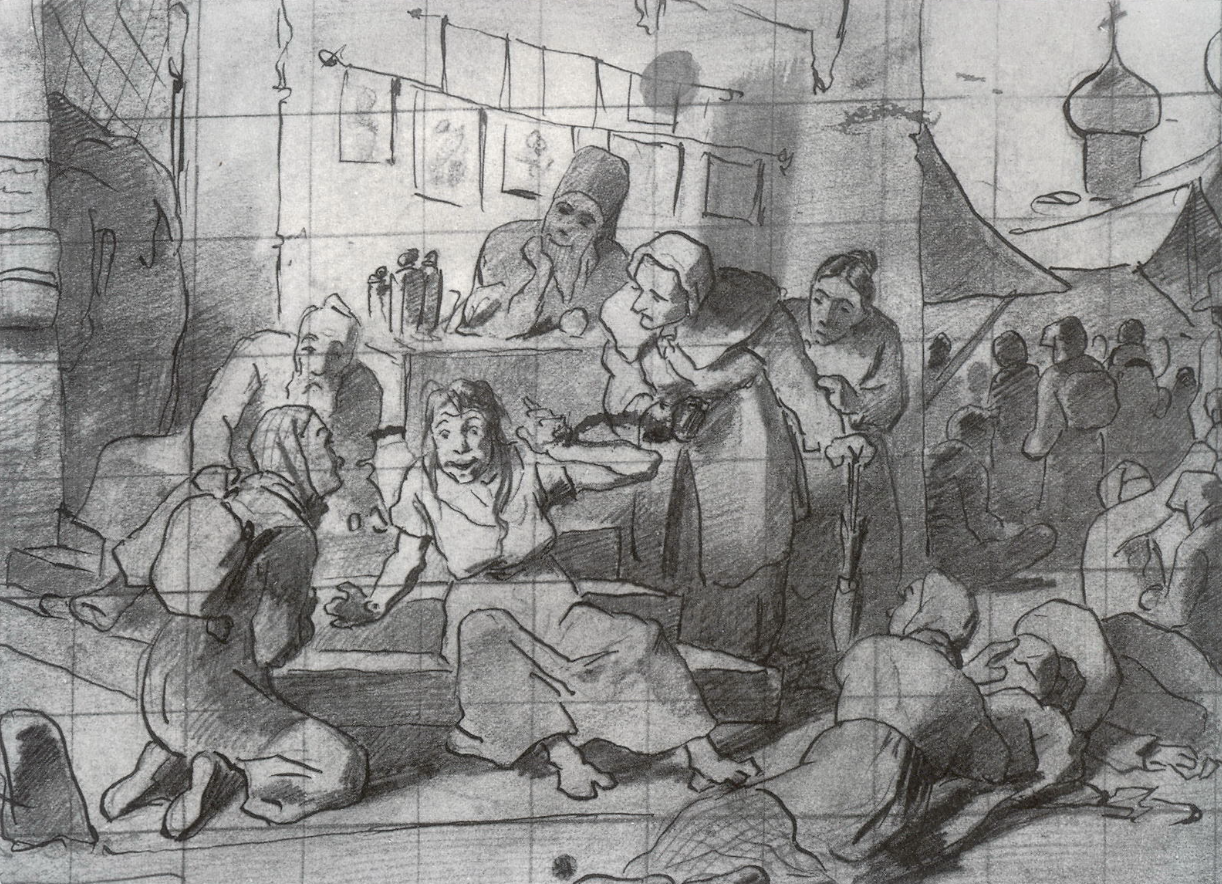
Юродивая, окружённая странницами, 1872, карандаш, бумага, 15,8 × 22 см, Третьяковская галерея

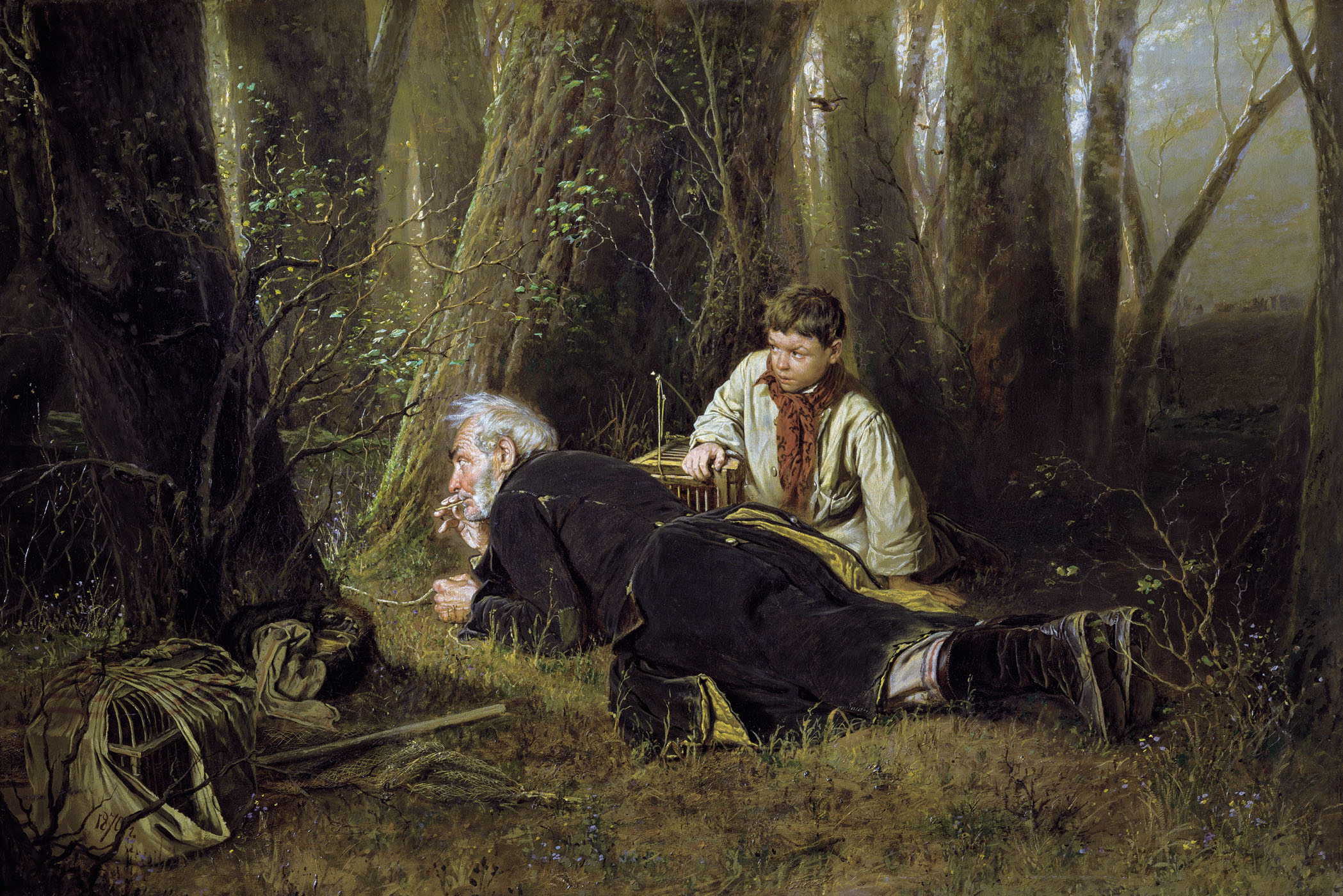
Василий Перов. Птицелов, 1870

Задумав написать картину «Странник», Перов долго не мог определиться с натурщиком для неё, так как ему был нужен не только выразительный, но и типичный для странников Российской империи того времени персонаж. Художник сделал несколько этюдов, но остался ими недоволен. Только встреча с персонажем рассказа «Под крестом» позволила Василию Перову создать полотно «Странник».

## Картина в коллекции Третьяковской галереи
Искусствовед и библиограф Николай Собко в книге «Василий Григорьевич Перов: Его жизнь и произведения», вышедшей в 1892 году, писал, что на Академической выставке 1870 года было представлено пять произведений художника: два портрета братьев Антона и Николая Рубинштейнов и три картины — «Спящие дети», «Странник» (по выражению Собко, это «прекрасный этюд старика-богомольца») и «Птицелов». За последние две картины живописец был удостоен звания профессора Императорской академии художеств в ноябре 1870 года. Собко поместил картину сразу под двумя названиями «Странник» и «Странник-богомолец» в своём каталоге работ художника под номером 86, упомянув, что она уже находится в собрании Павла Третьякова и что с неё была сделана литография (размер — 22,8 × 13,6 см) по рисунку Ивана Крамского для журнала «Художественный автограф». Литография в журнале была размещена на одной странице с литографией другой картины Перова — «Птицелов». В статье «Василий Григорьевич Перов» (1892) в ежемесячном историко-литературном журнале «Исторический вестник» Владимир Стасов, разместив изображение картины «Странник» Перова, отмечал также её публикацию в книге Николая Собко «Иллюстрированный каталог посмертной выставки произведений В. Г. Перова» в 1882 году, сделанную «с верных снимков», и упоминал, что это полотно было впоследствии опубликовано писателем и искусствоведом Фёдором Булгаковым с тремя другими картинами художника в статье, посвящённой Перову, во втором томе книги «Наши художники (живописцы, скульпторы, мозаичисты, граверы и медальеры) на академических выставках последнего 25-летия: биографии, портреты художников и снимки с их произведений» (1890).

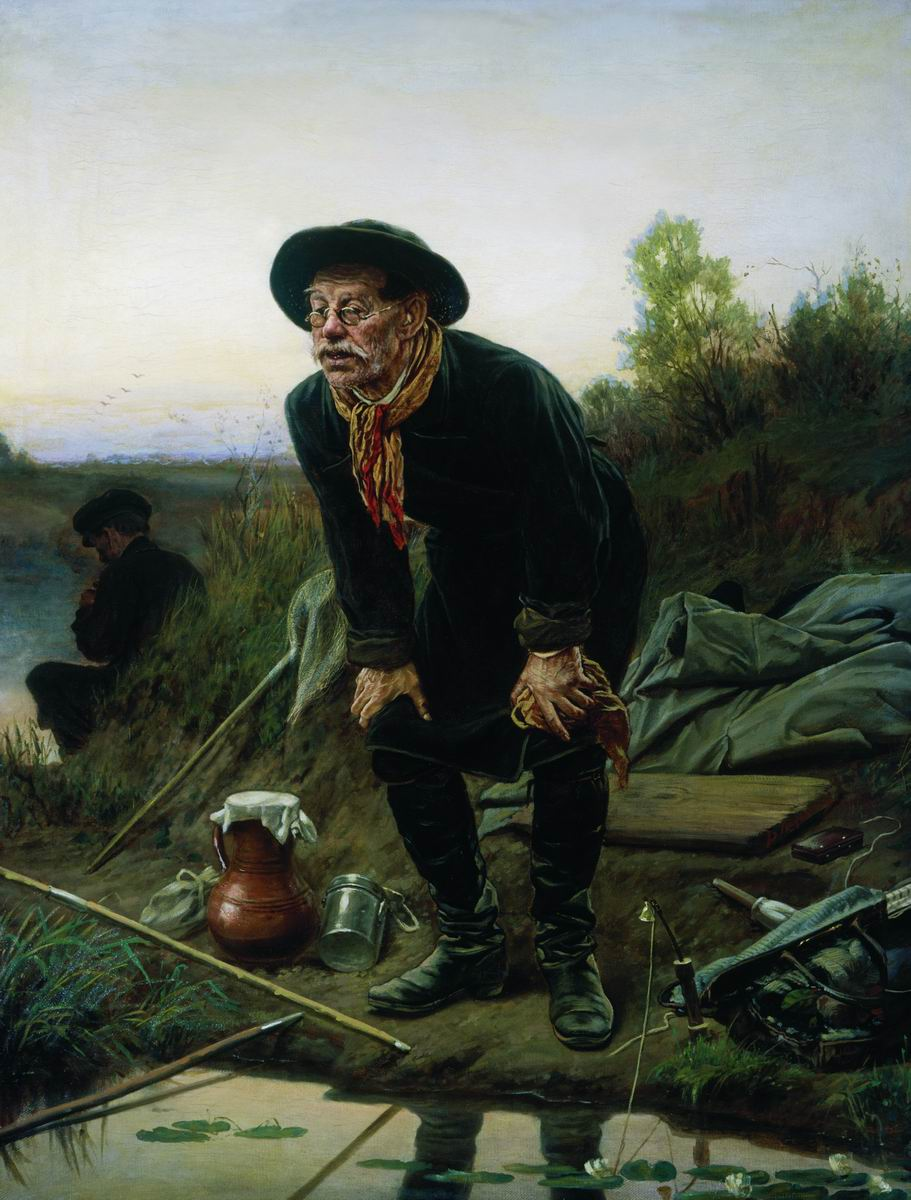
Василий Перов. Рыболов, 1871

Картина «Странник» (Алексей Фёдоров-Давыдов указывал второе название полотна — «Старик-богомолец») была приобретена Павлом Третьяковым у самого Василия Перова для его коллекции не ранее 1873 года, а, возможно и до 1872 года. Дочь Павла Третьякова Александра Боткина вспоминала, что картины Перова «Рыболов» и «Странник» находились в доме её отца в Лаврушинском переулке в гостиной: «в широком простенке между арками стоял закусочный буфетик, над ним висели часы, а по бокам [эти] две картины». Присутствие картины в дореволюционной экспозиции коллекции Третьякова отмечал в книге «Пятьдесят восемь лет в Третьяковской галерее» (1962) и будущий хранитель Третьяковской галереи Николай Мудрогель, работавший в доме Павла Третьякова с детства. Мудрогель писал, что в юности эта работа Перова, как и другие картины художника, были в числе его самых любимых. «Каталог художественных произведений, находящихся в экспозиции Государственной Третьяковской галлереи», изданный в 1947 году, отмечает пребывание картины «Странник» в постоянной экспозиции музея в XII зале, полностью посвящённом творчеству автора полотна.
Высота картины, по данным официального сайта Третьяковской галереи, — 89,5 см, ширина 54,7 см. Авторы каталога галереи, опубликованного в издательстве «Красная площадь» в 2006 году, как и другие исследователи (например, Фёдоров-Давыдов и Леняшин), указывают размер 88 × 54 см. Инвентарный номер полотна — 378. Под этим номером оно числится с каталога музея 1917 года. В каталоге же 1893 года полотно имело № 253. Картина выполнена в технике масляной живописи по холсту. Она неоднократно участвовала в выставках, в том числе в Императорской академии художеств в 1870, 1873 и 1878 годах в Санкт-Петербурге, на выставке Московского общества любителей художеств в 1872 году, во Всемирной выставке в Париже 1878 года, в посмертной выставке картин Василия Перова в 1882—1883 годах в Москве и Санкт-Петербурге. Также картина экспонировалась на персональной выставке работ Василия Перова 1933—1934 годов в Москве и Ленинграде, в 1957 году на выставке «Российское искусство XIV—XX веков» в Национальном музее в Варшаве, на выставке «Портретная живопись передвижников» 1971—1972 годов в Москве, Ленинграде, Киеве и Минске, в 1978 году на выставке «Реализм и поэзия в русской живописи. 1850—1905» в Париже, на персональной выставке работ Василия Перова 1984—1985 годов в Москве, Ленинграде, Киеве и Минске, на выставке «Русская живопись в эпоху царя Александра II» 1991 года в итальянских городах Монца и Генуя, а в 1993 году — на выставке «Избранные произведения из коллекции Государственной Третьяковской галереи» в казахстанском городе Алма-Ата.
Этюд к картине «Странник» находился до Великой Отечественной войны в Сычёвском краеведческом музее. Полотно размещено в «Cводном каталоге утраченных ценностей Российской Федерации» в Книге 6 под контрольным номером 16842 и названием «Странник с посохом».

## Картина в искусствоведении и культурологии

### До 1917 года
Русский писатель Николай Лесков в статье «Выставка в Академии художеств» (1870) утверждал, что «этюд» «Странник» никак не ниже картины Перова «Птицелов» и значительно превосходит «суконные, безжизненные портреты, сделанные Перовым с братьев Рубинштейнов», но, если в «Птицелове» есть некоторые недостатки, то «„Странник“ выходит живой из рамки и носит на себе отпечаток того повсюдного типа странника, которому по одной наклонённой голове его нет и имени другого, как странник». Лесков писал, что такого странника можно увидеть «во всех углах России, и каждый из нас его знает, и каждый помнит его жестяную кружечку, его котомку и палку, и его скитальческий вид». Подобный уровень изображения цельно схваченного типа писатель увидел на этой выставке только в этюде Павла Чистякова «Римский нищий».
«„Римский нищий“ г. Чистякова и „Странник“ г. Перова — это такие типы, и в них столько истины и правды, что они сами по себе ясно наводят на известную определённую мысль и лучше всяких сцен и картин передают действительную жизнь», — утверждал Николай Лесков. Обе картины, с точки зрения писателя, свидетельствуют, что их авторы глубоко изучали жизнь: «нам тут чувствуется в каждой его [каждого из героев обеих картин] черте то, что нам встречалось тысячи тысяч раз и что, как фокус, сосредоточивает перед нами все наши воспоминания и наши отдельные впечатления», — отмечал Лесков.

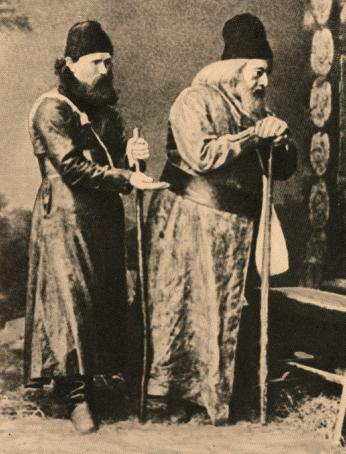
Геннадий Кондратьев и Осип Петров — первые исполнители партий Мисаила и Варлаама (справа)

Живописец и педагог Павел Чистяков, побывавший на выставке 1870 года, оставил достаточно негативный отзыв о четырёх картинах Василия Перова, которые там экспонировались (портреты Николая и Антона Рубинштейнов, «Странник», «Птицелов»), в письме к Павлу Третьякову. Чистяков не нашёл в этих работах «того совершенства, которое всем даётся только после долгой и постоянной практики», красоты, лёгкости и изящества. Кандидат искусствоведения Ольга Лясковская, приводившая отзыв Чистякова в своей монографии «В. Г. Перов. Особенности творческого пути» (1979), не соглашалась с подобным суждением и писала, что, даже если в этих картинах не было упоминаемой Чистяковым лёгкости, всё равно «Странник» и портрет Антона Рубинштейна заслуживают гораздо более высокой оценки.
Русский еженедельный художественный, литературный и общественно-политический журнал «Пчела» опубликовал в 1878 году серию статей (автор которых скрылся под псевдонимом «Профан»), посвящённых проходившей в Императорской академии художеств выставке произведений русского искусства, предназначенных для посылки на Всемирную выставку в Париже. Творчеству Перова, в том числе картине «Странник», представленной на этой выставке (автор статьи называет её, как и «Фомушку-сыча», этюдом), был посвящён раздел «Москвичи» в главе «Бытовые художники». Автор статьи приводит бытующее в российском обществе мнение, что фотографии с картин художника значительно интереснее, чем их оригиналы. Подтверждает он это правильное, с его точки зрения, утверждение «непривлекательностью колорита» полотен Василия Перова, представленных на посещённой им выставке. Искусствовед Ольга Лясковская отождествляла «Профана» с доктором искусствоведения Адрианом Праховым.
Русский критик Владимир Стасов в статье «Перов и Мусоргский (1834—1882 и 1839—1881)», которая была впервые опубликована в № 5 журнала «Русская старина» за 1883 год, противопоставляет «Страннику» Перова персонажа оперы «Борис Годунов» Модеста Мусоргского Варлаама. Варлаам — широкая и многообразная личность, «много лет прожигавшая жизнь», могучий богатырь, закалённый «в вине и разгуле». Герой картины Перова, по мнению Стасова, не обладает его силой, хотя, как и персонаж оперы Мусоргского, долгое время вынужден был скитаться по Руси.
В работе «Двадцать пять лет русского искусства», опубликованной в пяти номерах журнала «Вестник Европы» за 1882 и 1883 годы, Стасов отмечал, что для второго периода творчества художника, к которому он относит и «Странника», не характерны трагические сюжеты. Напротив, они отмечены юмором и «глубокой правдой типов и характеров». «Странник» и «Фомушка-сыч» для художественного критика — «этюды с характернейших народных русских типов» в большей степени, чем просто портреты.

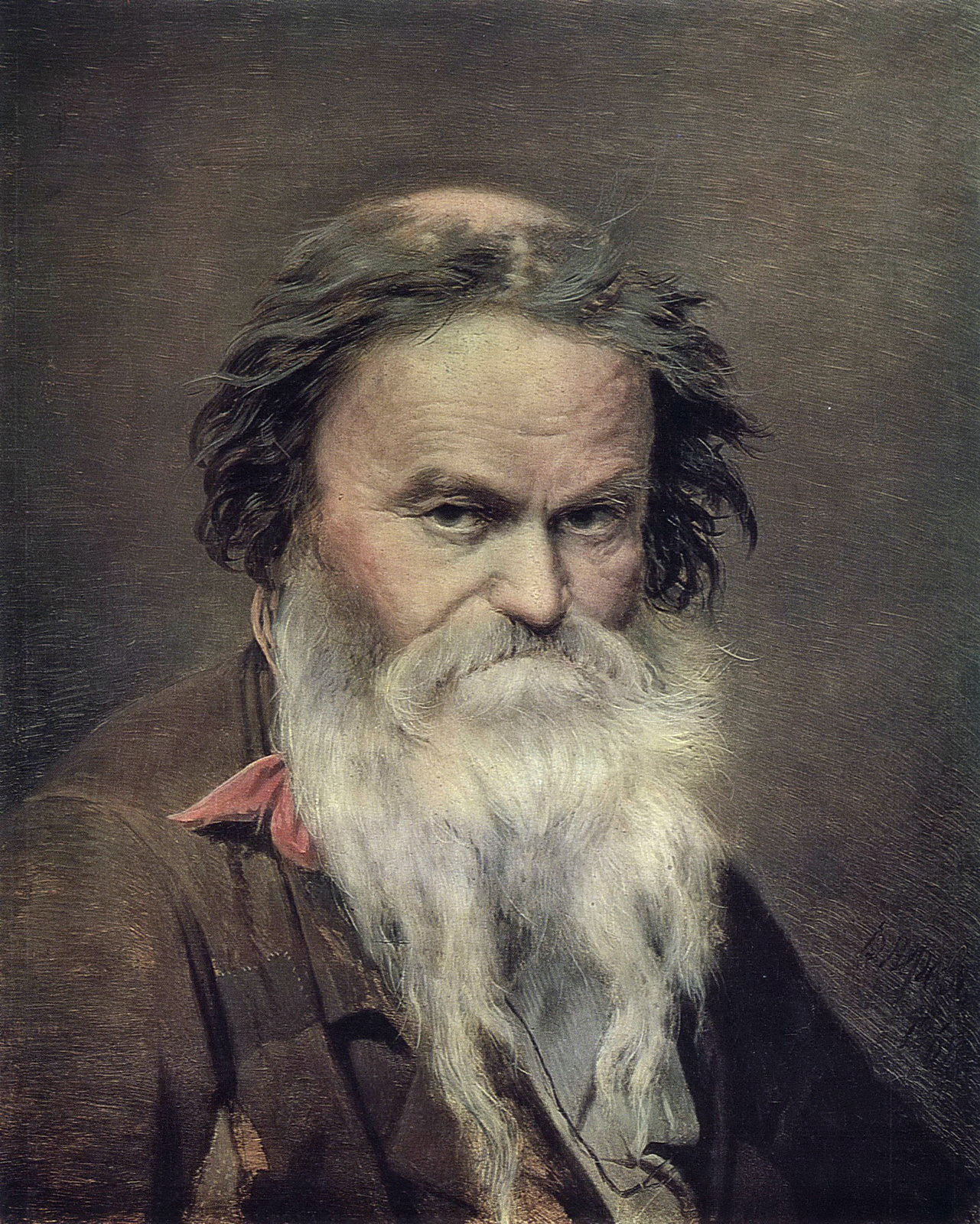
Василий Перов. Фомушка-сыч. 1868

Русский искусствовед Алексей Новицкий в книге «Передвижники и их влияние на русское искусство» (1897) писал о картинах «Странник» и «Фомушка-сыч», что на них представлены «необыкновенно характерные русские народные типы», а автор в их создании проявил себя как великий художник, поэт и тонкий психолог. По утверждению искусствоведа, они (полотна Новицкий называет «маленькими этюдами») «сто́ят многих больших картин».
Русские искусствоведы Юрий и Зинаида Шамурины в книге «Третьяковская галерея» (1914) характеризовали полотно как «красиво написанный „Странник“». По их мнению, вместе с рядом других картин Перова, таких, как «Охотники», «Рыболов», «Голубятник», оно образует ряд бытовых картинок, иногда грустных, а иногда забавных. Их серо-коричневый колорит «своей унылостью как бы подчёркивает бедность изображаемой жизни маленького забитого мира с его тихими несложными радостями и вечным налётом печали и нужды». Нина Николаева, автор небольшой брошюры о жизни и творчестве Василия Перова, изданной в 1914 году в серии «Летучая библиотека» под редакцией художественного критика Сергея Глаголя, отнесла «Странника» к лучшим образцам портретного жанра в творчестве художника. С её точки зрения, эта картина, как и полотна «Гитарист» и «Фомушка-сыч», представляют собой портреты-этюды.

### Советская наука с 1917 по 1945 год
Советский искусствовед Алексей Фёдоров-Давыдов в монографии «В. Г. Перов», опубликованной в 1934 году, воспринимал две картины Перова «Фомушка-сыч» и «Странник» как переходные между психологическим и портретным жанрами. Он утверждал, что в работах художника начала 1870-х годов заметна «ограниченность и противоречивость буржуазного реализма с его стремлением к объективности». Он писал, что в буржуазном позитивизме, который является философской основой натурализма, утвердились «чистый анализ, ползучий эмпиризм», отрицающие социальную оценку, усматривая в ней субъективизм. В работах Василия Перова этого времени искусствовед отмечал отход от данной тенденции: «простой носитель социальной маски или абстрактной психологической гримасы становится живым человеком со сложной психикой», но этот «живой человек» уже не «человек социальный», а превращается в «человека вообще». Возвращаясь к понятию «живой человек» при анализе портретов выдающихся современников, созданных Перовым, Фёдоров-Давыдов отмечал, что такой тип «со всей сложностью и противоречивостью конкретной психики» присутствует и «в полупортретном жанре „Фомушки-сыча“ и „Странника“», а вот в жанровых сценах Перов так и не сумел освободиться от «подчёркнутых» поз персонажей и «условных» выражений их лиц.
Фёдоров-Давыдов описывал картину «Странник» как «одну фигуру на нейтральном фоне», отмечая, что внутренняя замкнутость её объёма создаёт «композиционную устойчивость», а это позволяет связать её с формой картины. Советский искусствовед особо отмечал изображение художником на картине «Странник» руки с шапкой за «подлинно живописные куски».

### Послевоенный период

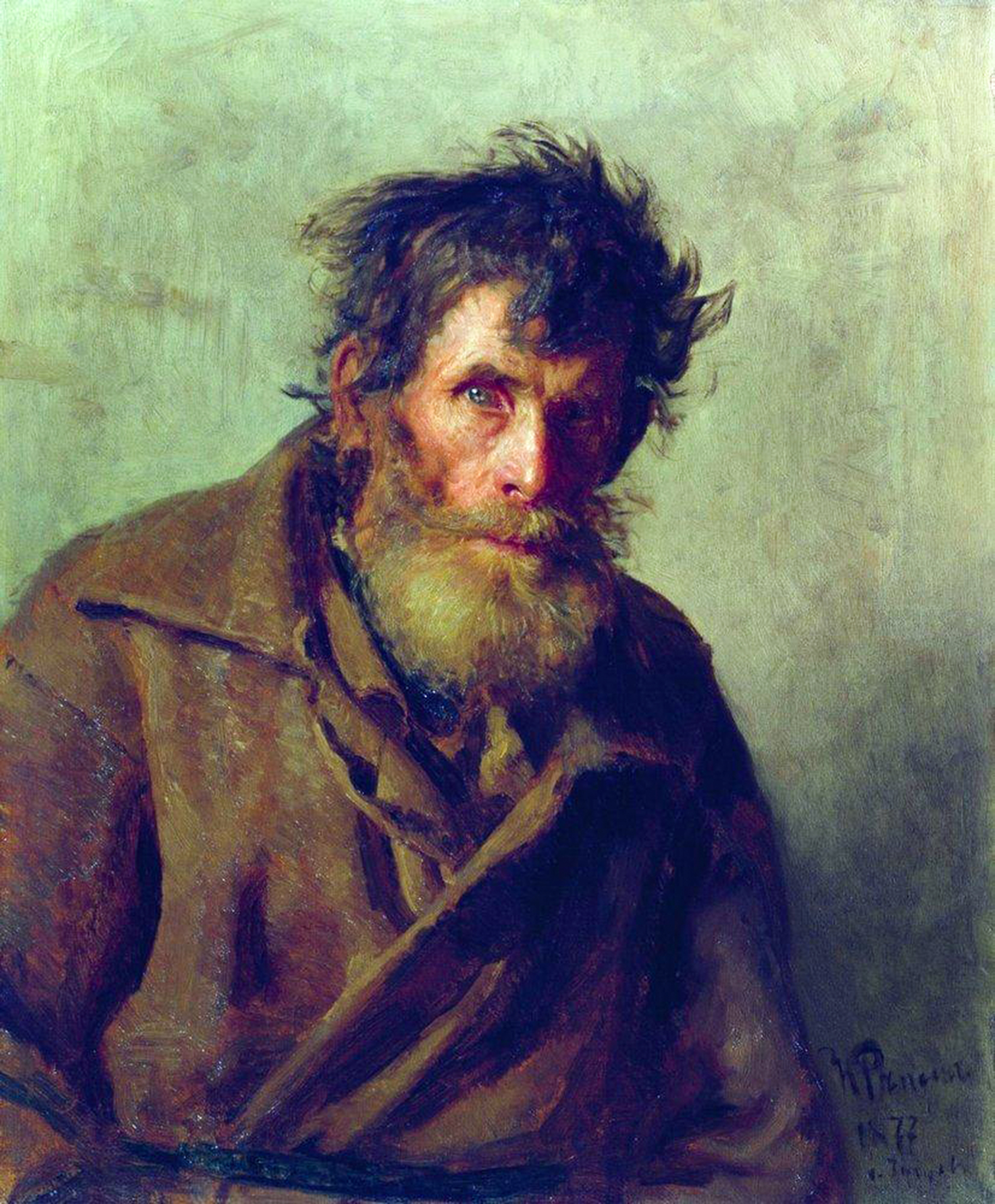
Илья Репин. Мужичок из робких, 1877

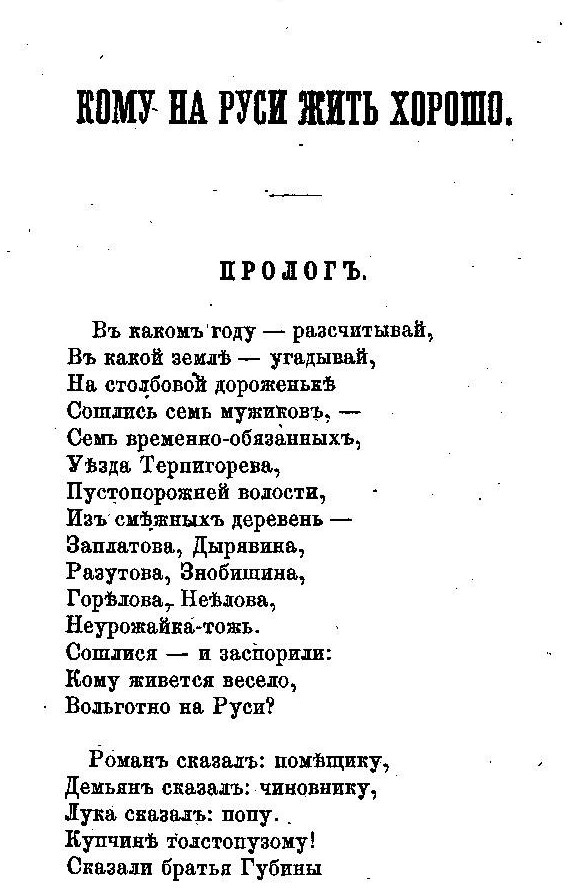
Николай Некрасов. Кому на Руси жить хорошо. Первая страница первой публикации в журнале «Современник», 1866

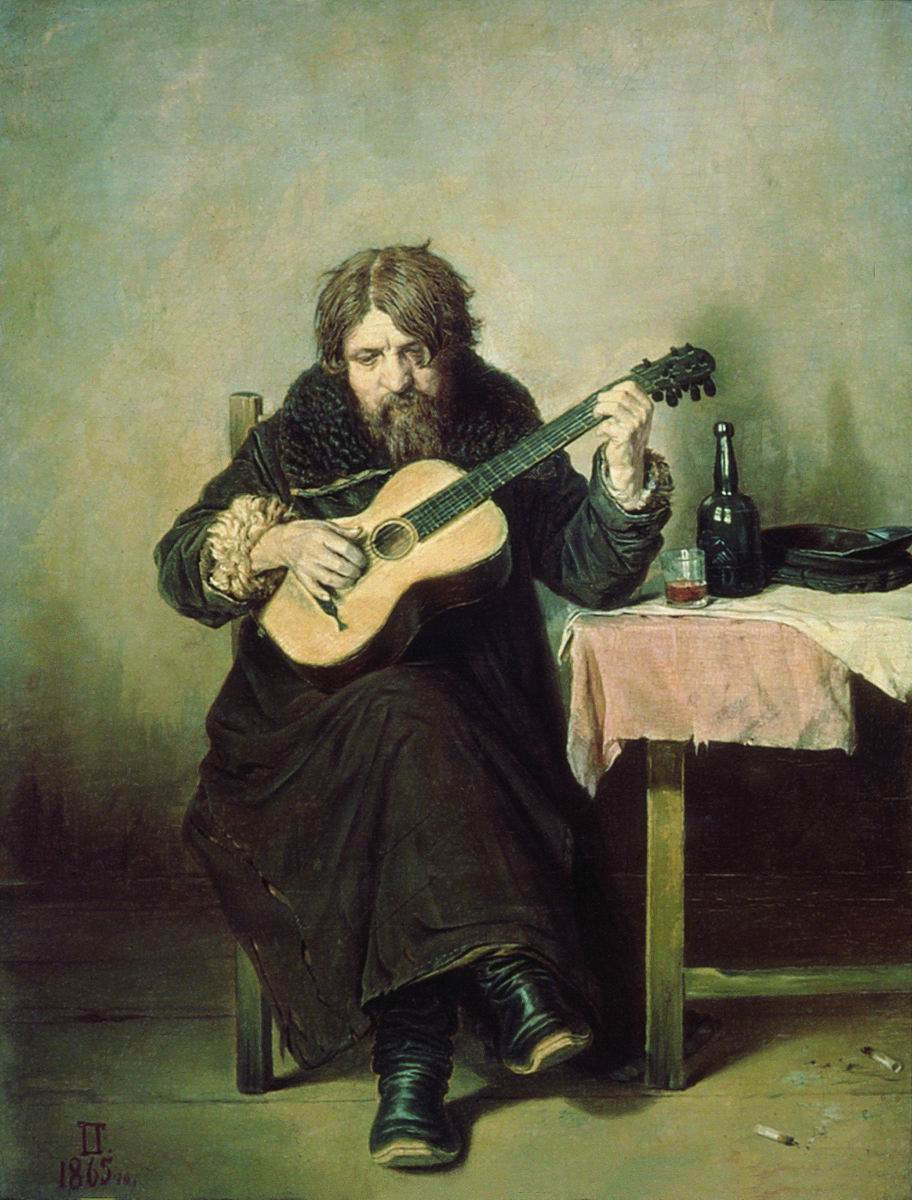
Василий Перов. Гитарист-бобыль, 1865

Советский искусствовед Александра Архангельская в брошюре «Перов» из серии «Очерки по истории русской живописи второй половины XIX века», вышедшей в 1950 году, относила персонажей картин «Странник» и «Фомушка-сыч» к цельным натурам, порождённым патриархальной русской деревней, которые «не могли мириться с окружающей действительностью и всеми её противоречиями», но «непримиримость, осознанную или неосознанную, до поры до времени глубоко затаили в себе». По её мнению, их мудрость и одновременно настороженность порождены долгим и горьким опытом жизни. Подобные два типа людей не видели выхода из своего положения и обычно уходили странствовать в поисках правды. Лицо Странника серьёзно и спокойно, красочная гамма полотна скупа. Архангельская считала, что по силе характера персонаж полотна уступает Фомушке. Более того, она утверждала, что в «Страннике» художнику, по всей видимости, не удалось высказать всё, что ему хотелось. Именно из-за этого много лет спустя им был создан рассказ «Под крестом». С точки зрения советского искусствоведа, литературный образ вышел острее, чем живописный. По её предположению, это произошло потому, что «тема была заново передумана и перечувствована художником». Обобщая итоги творчества Василия Перова рубежа 1860-х и 1870-х годов, Архангельская писала, что художник открыл новую страницу в портретной живописи — он создал тип «психологического портрета», но сам этот термин является условным, так как «не покрывает всей сложности портретной проблемы в творчестве Перова».
Искусствовед Всеволод Петров и писатель Геннадий Гор в изданной для подростков книге «Художник Перов» (1955) нашли много общего (одежда, внешний вид) между «Странником» и главным героем стихотворения Николая Некрасова «Влас» (оно было написано и опубликовано в 1855 году). «Некрасовские строки облеклись плотью и превратились в картину», — писали они. 
В армяке с открытым воротом,

С обнажённой головой,

Медленно проходит городом

Дядя Влас — старик седой.
Авторы отказывались верить в прямое влияние этого стихотворения поэта на художника и настаивали на том, что сходство следует из глубокого изучения обоими крестьянской жизни. Гор и Петров писали, что в Страннике нет святости или сильной воли, только усталость и страдание. Не какой-либо обет, а нужда заставила отправиться персонажа картины просить подаяние и странствовать по Руси. Авторы отмечали, что в этом полотне Василий Перов отказался от «внешнего повествования», но сумел изображением душевной жизни героя передать его судьбу — и прошлое и настоящее.
Советский искусствовед Алексей Леонов предполагал, что фраза «Имя старика было Христофор, фамилия же Барский; быть может, к ней нужно было бы прибавить ещё и нарицательное — сын…» в рассказе Перова даёт возможность установить, что изображённый в рассказе и на картине персонаж был незаконнорождённым сыном своего хозяина. Именно это и определяет, по мнению Леонова, его аристократическую внешность. Искусствовед указывал, что в своих рассказах художник несколько раз поднимал проблему безнравственности помещиков, вступавших в сексуальные связи со своими крепостными и дворовыми девушками.
Кандидат искусствоведения Ольга Туберовская в брошюре «Василий Григорьевич Перов», вышедшей в 1965 году, писала, что по психологической характеристике персонажа «Странник» глубже, чем написанный за два года до него «Фомушка-сыч». Она утверждала, что, с одной стороны, это характерный для своего времени типаж, случайно заинтересовавший художника. С другой стороны, Перов принял личное участие в его судьбе и описал её в рассказе «Под крестом». Портрет раскрывает судьбу дворовых людей, получивших по Манифесту Александра II в 1861 году свободу, но не имевших права на получение земли и средств к существованию. Нищим, но гордым предстаёт на картине её герой. Художник отмечает величие в осанке Христофора Барского, его «вдумчивый, проникающий в душу взгляд». В рассказе «Под крестом» Барский с достоинством рассказывает о своей жизни. Даже будучи совсем беспомощным, он не хочет просить милости у благотворителя, унижаться перед ним, чтобы получить место в богадельне. Таким Барского изобразил художник и на портрете. Василий Перов тщательно выписал «бледное, без кровинки, лицо старика и исхудалые, с узловатыми венами руки, неторопливым, даже каким-то торжественным жестом сложенные на рукояти дорожного посошка — последнего спутника бесприютной угасающей жизни».
Крестьянские портреты пореформенного времени Василия Перова Туберовская назвала «новым словом в русской живописи». По её мнению, только он заглянул так глубоко в душу русского крестьянина и с такой яркостью раскрыл его внутренний мир, рассказывая о трагической судьбе русского крестьянства после 1861 года.
Картины «Фомушка-сыч» и «Странник» казались академику Российской академии наук Дмитрию Сарабьянову, автору статьи о Василии Перове в девятом томе издания «История русского искусства в 13 томах» (1965) более плодотворными, чем появившиеся одновременно с ними первые картины Перова на религиозный сюжет. Две картины, с одной стороны, открывали новый (портретный) этап творчестве художника, а с другой стороны, эти портреты-типы были связаны с творчеством Перова второй половины 1860-х годов в бытовом жанре. В них в полной мере воплотился интерес художника к психологии, наметившийся в работах парижского периода. Подходом к двум полотнам стали, с точки зрения искусствоведа, работы «Гитарист-бобыль» (1865) и «Учитель рисования» (1867). Они близки к этюдам, однофигурны и не имеют развернутого сюжета, лишены повествовательного характера, интересны изображением внутреннего мира персонажа, а также своим эмоциональным строем.
Сарабьянов писал, что полотнах «Фомушка-сыч» и «Странник» «раскрывались индивидуальные качества простых людей, их способность глубоко мыслить и чувствовать». Он считал, что портреты-типы представителей народа в творчестве Перова стали одними из первых произведений подобного жанра в России. В них художники позже пытались постичь «народный характер, открывая в народе тот источник затаённой силы и те духовные качества, вопрос о которых всё более волновал интеллигенцию». По мнению Дмитрия Сарабьянова, на полотне «Странник» изображён «утомлённый жизнью старик, ищущий свободу в странствии и нищенстве».
Нина Лапунова в брошюре «В. Г. Перов» (1968), вышедшей в издательстве «Искусство», писала, что картины художника «Фомушка-сыч» и «Странник» «занимают достойное место в галерее образов русского крестьянина, созданных мастерами живописи XIX века». Она ставила эти портреты в один ряд с крестьянскими образами Ивана Крамского, Ильи Репина, Ивана Тургенева. Автор брошюры сравнивала героя картины с мужиками-правдоискателями из поэмы Николая Некрасова «Кому на Руси жить хорошо». С точки зрения Лапуновой, именно этот персонаж мог бы задать зрителям вопрос: «Кому живется весело, вольготно на Руси?».
Кандидат филологических наук Элеонора Гомберг-Вержбинская в монографии «Передвижники» (1970) писала, что в картине «Странник» Василий Перов рассказывает о бесприютной старости. Она не связывала полотно с рассказом «Под крестом», поэтому предполагала, что на картине изображён «отставной солдат, оставшийся после долголетней службы без семьи и угла [одежду персонажа искусствовед охарактеризовала как „ветхую шинель“], может быть, погорелец или житель голодной губернии». Сопоставляя «Странника» с другими полотнами художника, Гомберг-Вержбинская утверждала, что этот образ ещё более трагичен, чем «Гитарист-бобыль» и «Учитель рисования». Исследователь сравнивала изображение представителей народных масс у Василия Перова и Ивана Крамского, и отмечала, что Крамской «увидел в народе большое разнообразие характеров, и, главное, совершенно покончил с умилённо-сентиментальным или жалостливым толкованием народных типов». Его крестьяне — сильные личности, не примирившиеся с судьбой. В «Страннике» же Василий Перов, как и в других своих подобных полотнах, больше всего делал акцент на «чертах мужика-горемыки».
Ольга Лясковская в монографии «В. Г. Перов. Особенности творческого пути» (1979) писала о целом цикле работ Перова конца 1860-х годов, в которых повествовалось о тяжёлой доле русского крестьянства до и после отмены крепостного права. «Странник», по её мнению, относится к числу работ другого периода, когда художник стал изображать крестьян уже как неповторимые личности. В это время он переносил в живопись те идеи, которые уже были сформулированы в произведениях русской литературы, в частности в «Записках охотника» Ивана Тургенева и в повестях Дмитрия Григоровича. Искусствовед писала о сходстве и одновременно различии героев рассказа «Под крестом» и полотна «Странник», которых, по её мнению, не следует отождествлять. Например, на портрете изображён «ещё достаточно крепкий человек» в отличие от 85-летнего старца из рассказа, даже «наружность странника в рассказе и на картине не тождественна». Совпадает же «внутренний образ дворового человека, ставшего странником на исходе своей сложной и трудной жизни».
Лясковская отмечала интересное, с её точки зрения, сходство сходство персонажа «Странника» Василия Перова с описанием странника в романе Фёдора Достоевского «Подросток», созданного в 1873 году (всего через три года после картины). Искусствовед приводит большую цитату из романа. Вот как ней описан странник: «Там сидел седой-преседой старик, с большой, ужасно белой бородой, и ясно было, что он давно уже там сидит. Он сидел не на постели, а на маминой скамеечке и только спиной опирался на кровать. Впрочем, он до того держал себя прямо, что, казалось, ему и не надо совсем никакой опоры, хотя, очевидно, был болен… Росту он, как угадывалось, был большого, широкоплеч, очень бодрого вида, несмотря на болезнь, хотя несколько бледен и худ, с продолговатым лицом, с густейшими волосами, но не очень длинными, лет же ему казалось за семьдесят».
Ольга Лясковская сожалела, что Перов создал лишь три портрета крестьян. Она считала, что художник (независимо от своего современника Ивана Крамского) продолжал традицию, начатую Алексеем Венециановым и в какой-то степени Василием Тропининым. Однако для Венецианова «крестьяне его поместья» хотя и были индивидуальностями, но, изображая их, живописец отмечал среди них в первую очередь «красивые, пластичные образы женщин и детей», а также повседневный труд крестьян. В отдельных работах Венецианова отчётливо видны усталость и скука изображённого землепашца, которому откровенно надоело позировать барину-художнику. Заметна отчуждённость натурщика и автора полотна. Всё это отсутствует в портретах крестьян Василия Перова. «Серьёзно и старательно» относился к изображению крестьян и «горожанин-разночинец» Иван Крамской. Он убедительно передаёт их внешность, но и ему они покорно позируют, также будучи отделены от горожанина непреодолимой стеной отчуждения. Лясковская делает вывод, что разночинец Крамской даже дальше от крестьян, которых изображает на своих полотнах, чем помещик Венецианов.
Доктор искусствоведения Владимир Леняшин в книге «Василий Григорьевич Перов» (1988) связывал наиболее яркие достижения позднего творчества Василия Перова с портретным жанром. Картины «Фомушка-сыч» и «Странник» он называл поразительными по силе проникновения в народный характер. В них, по мнению искусствоведа, художник предопределил важнейшую тенденцию в развитии русского искусства — «к синтезу „хорового“ начала и глубокой психологической характеристики каждого человека, к синтезу портрета и картины».

### В России 1990-х годов
Научный сотрудник, ведущий эксперт Государственной Третьяковской галереи Владимир Петров в монографии «Василий Перов: творческий путь художника» (1997) писал, что Василий Перов во второй половине 1860-х годов стал использовать новый для себя и русского искусства приём. Персонаж, представляющий обездоленных, с укором смотрит «в глаза» зрителю. Такой приём, по утверждению Петрова, прежде не был характерен для бытового жанра в русской живописи. Впервые его Перов применил в картине «Очередная у бассейна» (1865), изобразив одного из бедняков, мёрзнущих в очереди у фонтана на одной из площадей Москвы в очереди за водой. Этот же приём Петров увидел и на картине «Странник». Если первоначально Перов использовал данный приём в картинах бытового жанра, то здесь применил его в жанре портретном.

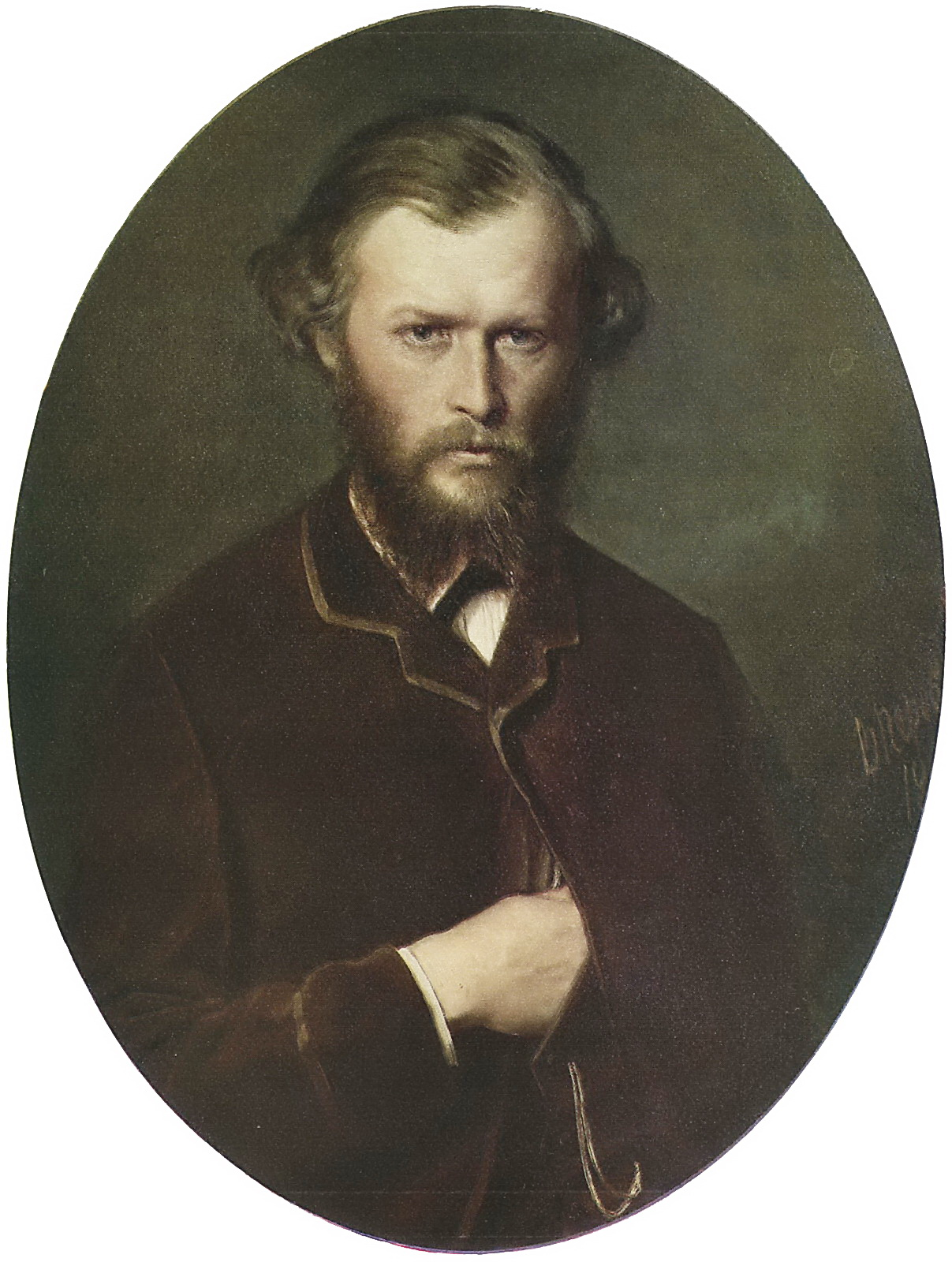
Василий Перов. Портрет Н. П. Ланина, 1869

Владимир Петров подчёркивал значение в литературном и эпистолярном наследии Перова темы «крёстной муки» человека, который стремится сохранить свою душу, «изнемогая „под крестом“». Именно так художник назвал свой любимый, по утверждению Петрова, рассказ. В нём Василий Перов дал главному герою имя Христофор (греч. Χριστόφορος, в переводе с греческого: «Христоносец»), назвав его «сподвижником и мучеником, которого возлюбил Христос и привёл… скончаться у подножья того символа любви, терпения и страдания, на котором он сам испустил свой божественный дух».
Петров допускал, что «Странник» является «портретом того самого старика, который под символическим именем Христофора Барского был позднее описан Перовым… в рассказе „Под крестом“». Совпадают, по его словам, духовный мир и внешний вид персонажей картины и рассказа. Особо высоко искусствовед оценил «чувство человеческого достоинства, мудрость и печаль, открывшиеся художнику в старом дворовом, который предпочел смерть „под крестом“ издевательствам и унижениям, и читающиеся в долгом грустном взгляде странника на портрете». «Странника» искусствовед противопоставлял созданному в 1869 году портрету богатого фабриканта, владельца завода шампанских вин, но, несмотря на это, либерала и издателя прогрессивной для своего времени газеты «Русский курьер» Николая Ланина. В исподлобья обращённом на зрителя взгляде Ланина заметно неутихающее «душевное напряжение, конфликт с собой и миром, делающий существование этого ещё молодого человека тягостным и лишённым радости».

### В современной России
Кандидат искусствоведения, старший научный сотрудник Российского института истории искусств, доцент Санкт-Петербургского государственного университета Алексей Бобриков в монографии «Другая история русского искусства» (2012) писал, противопоставляя 1870-е годы более раннему периоду русской истории: «Новая, утешительная концепция народничества лучше всего заметна у Перова». Он отказался от «поэзии жалоб и плача», характерных для предшествующего периода творчества. Теперь в картинах Перова присутствует «проповедь примирения с судьбой и поиска утешения в самой ничтожной доле; поиск в этом ничтожестве новой красоты и новой гармонии». Обсуждая данную тенденцию, исследователь проводил параллель с эволюцией русской литературы от Николая Некрасова к Фёдору Тютчеву. Такую позицию художника Бобриков охарактеризовал как «идиллический мизерабилизм». Новыми героями Василия Перова «вместо полуобнажённых атлетов прежних (скорее языческих) народнических мифов» становятся «нестяжатели, мечтатели, странники», «тихие мудрецы и праведники». Наиболее ярким воплощением данной тенденции  и воплощением «нового народничества», по мнению Алексея Бобрикова, как раз и является «Странник» 1870 года «с взглядом отстранённым и слегка отсутствующим».
Кандидаты филологических наук Наталья Самосюк и Анастасия Никифорова в статье «Нарративная семиология и её роль при создании концептуальных образов в живописи и литературном творчестве В. Г. Перова» (2019) исходили из положения, что для мировоззрения художника являлись актуальными вопросы христианской этики («привнесение православных идей в сферу социального»). Авторы отмечали, что в картине «Странник», как и в рассказе «Под крестом», сохраняется «риторическая модальность» в психологическом портрете главного героя и в изображении его эмоционального состояния, но на картине «Странник» (1870) персонаж приобретает дополнительные смысловые элементы, не относящиеся к социальному аспекту. «Окладистая борода, ясный лоб, прорезанный морщинами и задумчивый взгляд не по-стариковски ясных глаз, не только материализует духовный мир своего прототипа, но и отражает отношение к нему художника, явно идеализирующего своего персонажа. Причины идеализации кроятся в восхищении художником внутренней чистотой героя, и это восхищение передаётся в визуализации внутренней собранности, одухотворённости через аккуратно подстриженные волосы, собранный заплечный мешок и блики металла на начищенной кружке, привязанной к поясу крестьянина», — утверждают авторы (сохранены орфография, пунктуация и грамматика, использованные в статье).
Заместитель заведующего издательским отделом Государственного музея изобразительных искусств имени А. С. Пушкина, специалист по русской живописи второй половины XIX века Екатерина Алленова в брошюре «Василий Перов» (2001) писала, что персонаж «Странника», в отличие от героя «Фомушки-сыча», обращённого к работам художника 1860-х годов, настроенного критически по отношению к окружающему миру, открывает творчество живописца уже 1870-х годов: «Он свободен от обусловленности только теми обстоятельствами, которые заставляют „нахохлиться“, нахмуриться; ведь странник — именно тот, кто странствует, не будучи привязан к определённому окружению. Именно в аспекте такого более спокойного и благорасположенного взгляда пытается изобразить мир Перов в 1870-е годы».
Писатель, член Союза кинематографистов России Светлана Королёва в брошюре «Василий Григорьевич Перов. 1833 (1834) — 1882» (2009) писала, что в облике Странника художник сделал акцент на «чувстве собственного достоинства, своеобразном аристократизме, умудрённой старости» героя полотна. Она указывала, что русское странничество вовсе не является бродяжничеством, это образ жизни, включающий в себя «нищету, паломничество по святым местам и моление за свой народ». По мнению Королёвой, «деревянный посох, и алюминиевая кружка, висящая на поясе, и истоптанные берестяные лапти» говорят о том, что герой картины Василия Перова запечатлён как раз во время осуществления подвига странничества.

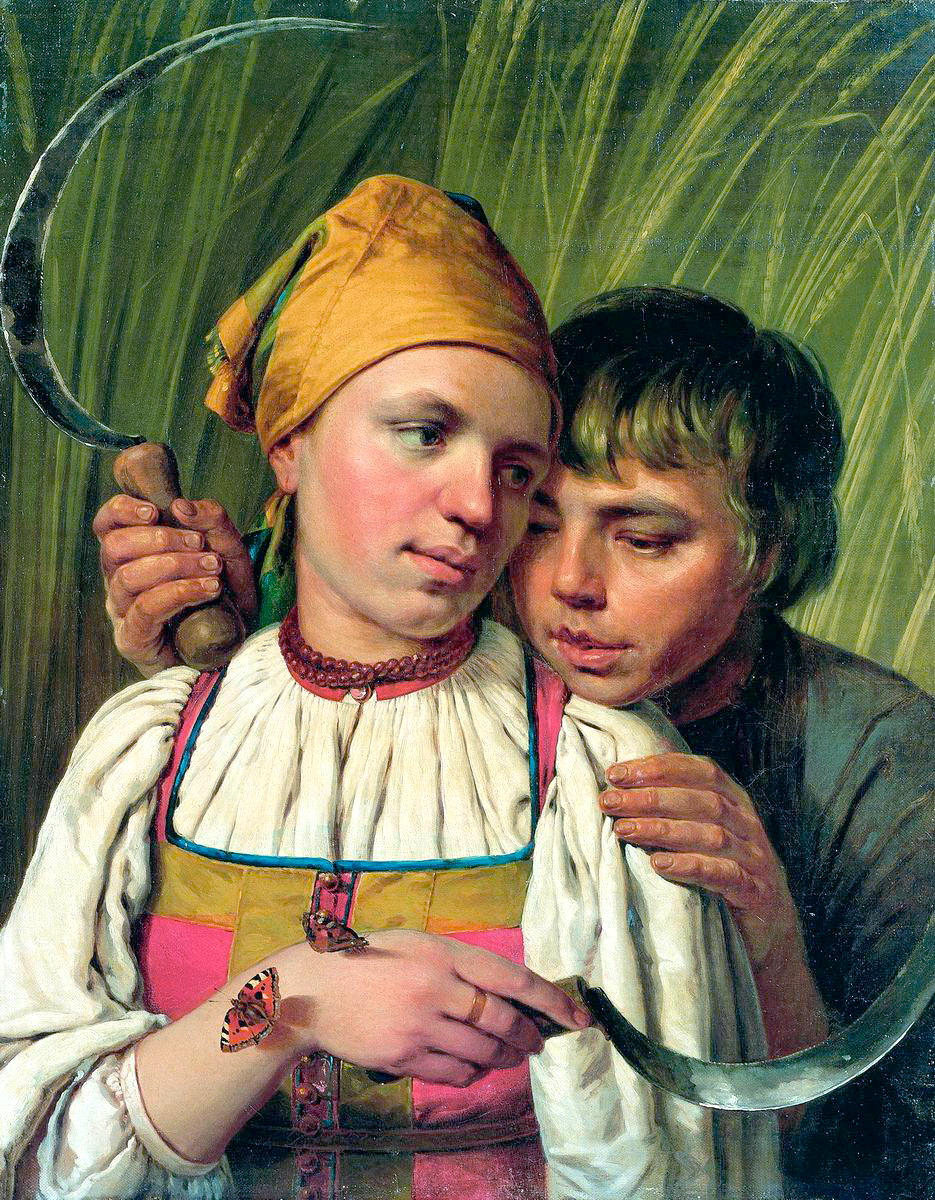
Алексей Венецианов. Жнецы, после 1825

Доктор искусствоведения Татьяна Карпова в книге «Василий Перов», вышедшей в 2019 году в издательстве Третьяковской галереи, называла «Странника» лучшим изображением русского крестьянина в творчестве Перова, как и Королёва, отмечая благородство, чувство собственного достоинства, аристократизм, характерные для героя полотна, свойственный ему «покой умудрённой старости». Она писала, что в этой картине «художественный язык Перова сдержан», колорит аскетичен и близок «монохромной гамме охристых тонов», композия полотна предельно лаконична. Детали достоверны, но не отвлекают внимания от лица героя картины, позволяя сконцентрироваться на «взгляде [персонажа], открытого зрителю». В применении к этому портрету искусствовед процитировала Максимилиана Волошина: «Русский гений — это огонь совести, а не огонь фантазии. Он исключительно морален. Отсюда истекает тот особый русский реализм, который не похож на реализм других народов».
Татьяна Карпова писала, что «Странник» и ряд других работ Перова демонстрируют сочувствие и интерес художника к людям, оказавшимся за пределами общества как «системы». Такие люди уже никого и ничего не боятся, ни смерти, ни голода. ни тюремного заключения, поэтому они свободны. Но такая свобода достигнута дорогой ценой: «она и вызов, и приговор общественному устройству, которое так расточительно и жестоко в своем пренебрежении человеком слабым, бедным, больным, слишком ранимым и эмоциональным». С точки зрения искусствоведа, художник пытался понять, что именно влечёт их к «необычной и странной для обывателя жизни». Исследовательница писала, что как раз «Странник» открывает в творчестве художника целый ряд «мистиков и провидцев», которые ищут истину за пределами городской цивилизации и находятся в неких пограничных состояниях разума и жизни: безумны, являются религиозными сектантами, находятся в тюремном заключении, совершают самоубийство или близки к нему. Перов, по словам Карповой, просто загипнотизирован ими. Особо искусствовед отмечала отход художника от традиций изображения русских крестьян Алексеем Венециановым и его школой.

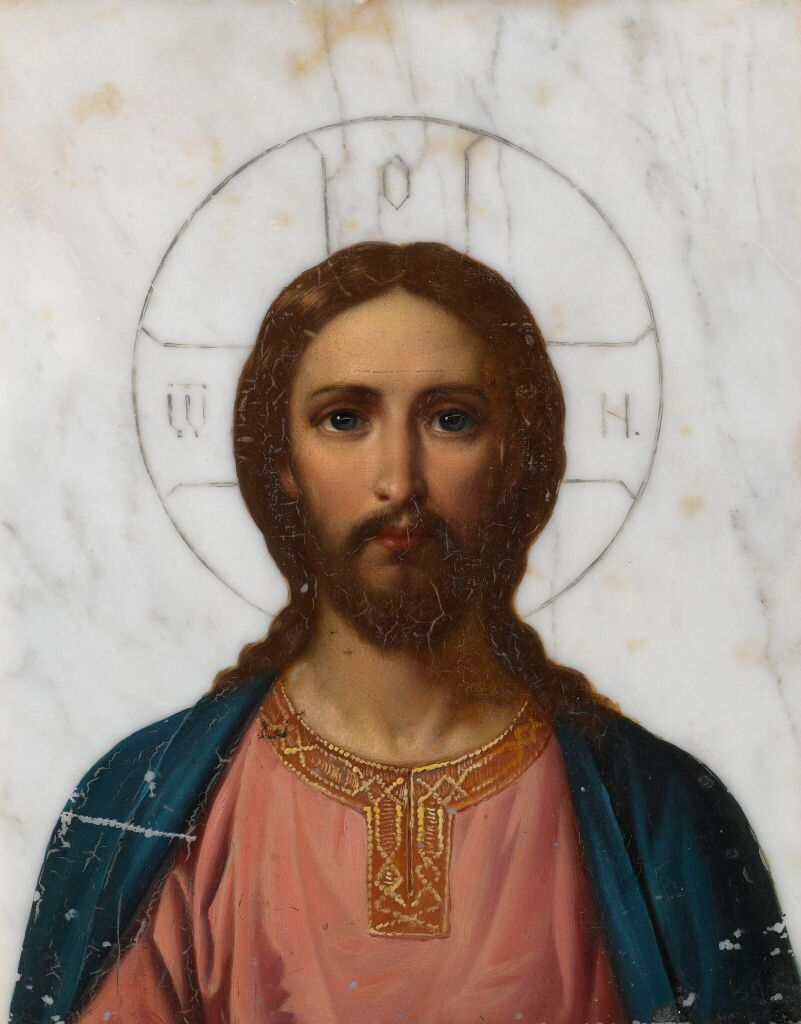
Перов. Спас, вторая половина 1860-х

Каждая из картин Перова второй половины 1860-х годов, к которым Карпова относила и «Странника», в представлении искусствоведа является «законченной новеллой о человеческом горе, о человеческой судьбе». С точки зрения Карповой, художник в них отказался от повествовательности своих более ранних работ. Эти полотна демонстрируют способность Василия Перова внутренне «укрупнять» картины из жизни, добиваться многомерности образов, психологической достоверности позы, жеста, пространственной среды. Карпова относила к этим полотнам характеристику Ильи Репина: «Особый свет родной правды».
В монографии «Василий Григорьевич Перов: введение в русскую живопись. „Святые шестидесятые“», вышедшей в 2020 году, Владимир Леняшин писал, что Христофор Барский из рассказа «Под крестом» для Перова стал прообразом русского крестьянина, о котором Фёдор Достоевский в «Дневнике писателя» за 1877 год написал: он «никогда не был рабом, несмотря на многовековое рабство». Исследователь считал, что Перов был восхищён, как «доведённый до отчаяния, тихий кроткий человек отказывается от предложенного ему, в оскорбляющей человеческое достоинство форме, благодеяния купца-самодура». Барский предстаёт в рассказе и на картине, по мнению Леняшина, не в качестве «твари дрожащей», а в образе странника — «самого свободного человека на земле, по выражению Николая Бердяева, он ходит по земле, но стихия его воздушная». Особо Леняшин отмечал в связи с этим, что в мастерской художника Барский крестится на этюд — большую голову Христа. Искусствовед даже предположил, что это подготовительный вариант к иконе Василия Перова «Спас».
Кандидат медицинских наук Константин Безчасный в статье «Экзистенциализация страданий: отражение проблем нищенства в отечественной художественной литературе и произведениях живописи»  (2023) определяет тему картины «Странник» как повествование о бесприютной, убогой старости. Герой её — крестьянин, пустившийся странствовать по миру в поисках правды. Об этом свидетельствуют на полотне его натруженные руки и котомка за спиной, оловянная кружка на боку и мятая шапка. Автор статьи пишет, что на месте Христофора Барского легко представить себе погорельца, беглеца из голодной голодной губернии, бывшего солдата без семьи и крова. Странничество в поисках лучшей жизни было массовым явлением в России того времени.
Владимир Леняшин писал, используя цитату Владимира Стасова о позднем творчестве Василия Перова, что именно «Странник» открывает «целую галерею русских людей, мирно живущих по разным углам России».

## Картина в культуре
Писатель-эмигрант Фридрих Горенштейн описывает свои впечатления от посещения Третьяковской галереи в книге «Псалом. Роман-размышление о четырёх казнях Господних», опубликованной в Мюнхене в 1986 году. Он пишет, что картины Кипренского «Пушкин» и Василия Перова «Лермонтов» не производят более сильного впечатления, чем репродукции с них. Другое впечатление сложилось у автора от полотен Перова «Странник» и «Портрет Достоевского». У героев обеих картин «напряжённое углубление и погружение во взгляде и в фигуре» словно взгляд их направлен на «глубины творения Божия, а на самом деле, если приглядеться, — на старых лаптях да непогашенных долгах». В связи с этим Горенштейн писал: «русский странник, эклектик до мозга костей, механически легко соединяет свои насущные нужды с нуждами мира. Мечтает, чтоб сбылось всё, как он выстроил».
Член Союза писателей России и краевед Нина Бойко в книге «История знаменитых полотен» поместила очерк «Странник». В нём она бегло характеризует полотно Василия Перова и подробно пересказывает сюжет его рассказа «Под крестом».
Российские писатели Пётр и Наталия Анисовы в журнале «Москва» на протяжении трёх лет опубликовали серию статей под общим названием «Русские художники. Исторические миниатюры». В одной из них они писали, что после возвращения из-за границы на родину Василий Перов уже не был склонен «поучать» своих зрителей или «будить общественную мысль», как это было свойственно ему в молодости. Как один из лучших в русской живописи психологических портретов среди картин нового периода творчества художника авторы статьи охарактеризовали «Фомушку-Сыча», а в «Страннике» они отметили: «сколько житейски мудрого!». В полотнах этого времени Анисовы видели предельно простую мысль: «добро в мире — от Бога, зло — от человека, живущего без Бога». В своей книге «Третьяков», вышедшей в серии «Жизнь замечательных людей» в 2004 году, Анисовы писали, что весной 1882 года, когда супруги Третьяковы уехали на время за границу, в их дом наведывался Лев Толстой, «привозя дочь Татьяну копировать „Странника“ Перова».
Небольшую передачу о картине Перова «Странник» подготовила православная радиостанция «Радио Вера» в цикле «Свидание с шедевром». Особое внимание авторы уделили объяснению положения личных слуг из числа крепостных хозяина-землевладельца — дворовых. Дворовым, к которым принадлежал герой рассказа Перова, не полагалось после отмены крепостного права получение участка земли. Такие люди составляли около шести процентов от всех крепостных. Дворовые после царского Манифеста должны были ещё два года оставаться в зависимости от хозяина. При этом предполагалась, что бывшие владельцы возьмут на себя ответственность за получивших свободу домашних слуг.

## Картина в литературе по методике преподавания и педагогике
Картина Перова «Странник» 1870 года неоднократно привлекала внимание составителей учебников и пособий для начальной и средней общеобразовательной школы, а также дополнительного образования. Так, авторы Ольга Узорова и Елена Нефёдова в книге «Познавательный задачник по математике. 1—4 классы», изданной в 2004 году, предложили учащимся следующее задание под номером 1660: «Периметр картины Перова „Странник“ 28 дм. Найдите ширину картины, если её длина 9 дм».
Доктор педагогических наук Ефим Роговер в пособии «Разнообразие методических приёмов в работе над драматическим произведением („На дне“ А. М. Горького в X классе вечерней школы)» (1961) считал возможным привлечение произведений русской живописи второй половины XIX — начала XX века к анализу одного из центральных персонажей пьесы — странника Луки. Он отмечал: «По одежде наиболее близки к внешнему облику Луки „Ходок“ К. А. Савицкого и „Странник“ В. Г. Перова (1870) (котомка за плечами, медная кружка у пояса, палка, армяк)». Методист, однако, отмечал, что, если «Ходок» — настоящий «протестант» и «мститель» по своей природе, то «Странник» «излишне гладок, кроток». Ни те, ни другие человеческие черты, с точки зрения Роговера, Луке не характерны. Близкий же ему внутренний мир героя полотна учащиеся наверняка смогут найти в портрете Ивана Крамского «Мина Моисеев» («с его усмешкой, морщинами на лице, толстовкой») и на полотне Михаила Нестерова «Пустынник», на котором персонаж изображён с «хитринкой, лукавством в лице». Кроме этого, автор книги рекомендовал учителю привлечь к работе над текстом пьесы в качестве иллюстративного материала ещё одну картину Перова — также под названием «Странник», но созданную в 1859 году.

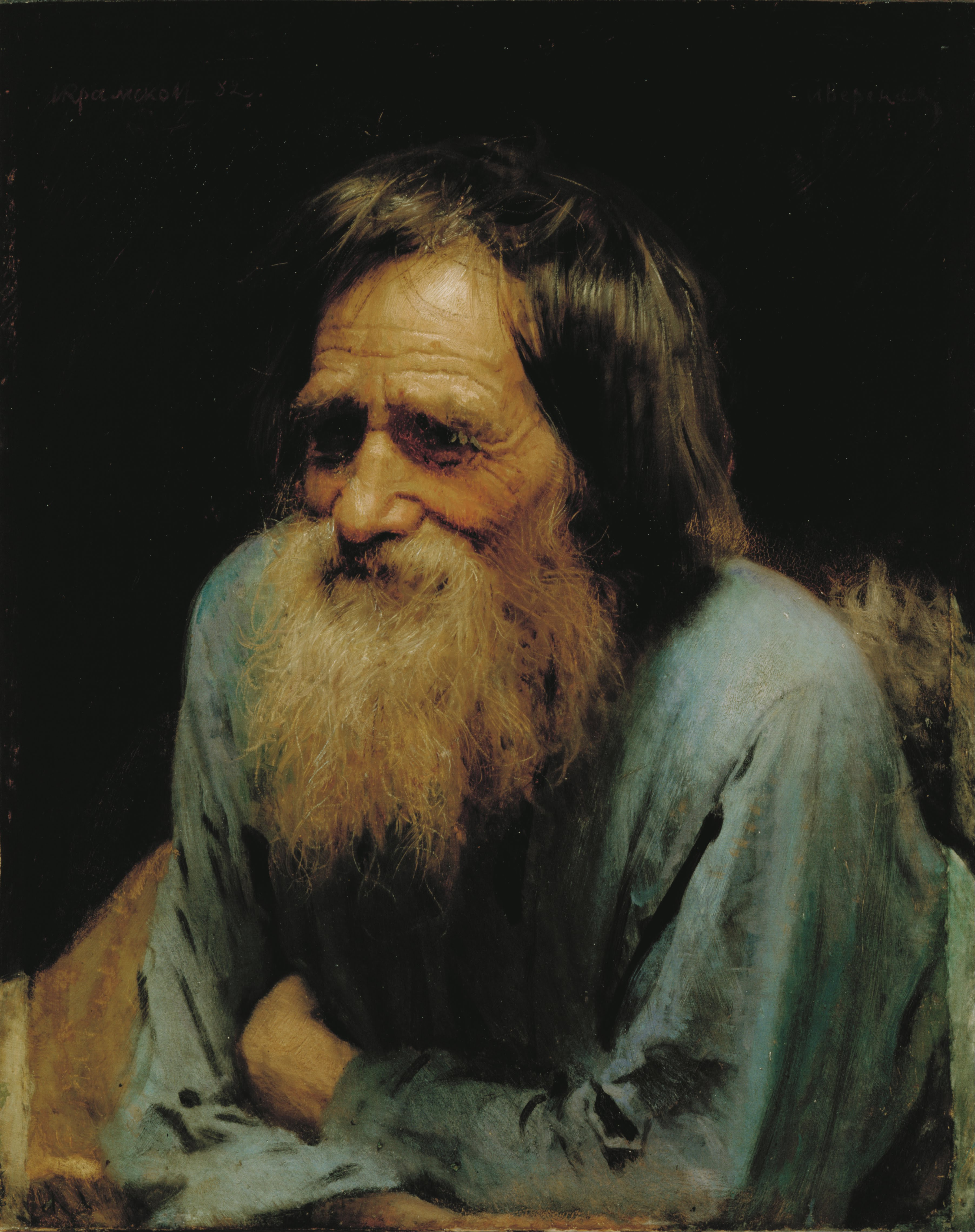
Иван Крамской. Мина Моисеев, 1882, холст, масло, 56,5 х 45,0 см, Русский музей
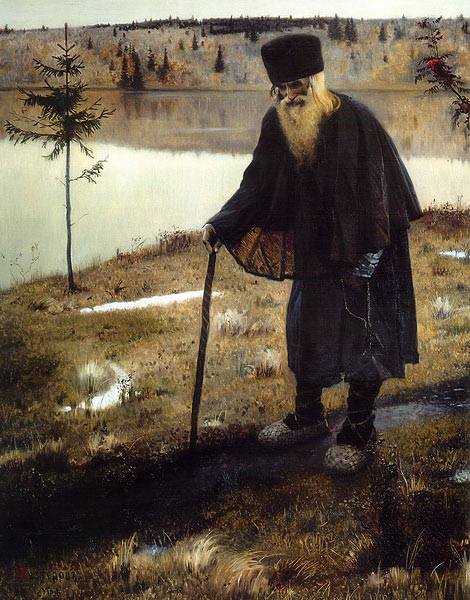
Михаил Нестеров. Пустынник, между 1888 и 1889, холст, масло, 144,5 х 126,4 см, Третьяковская галерея
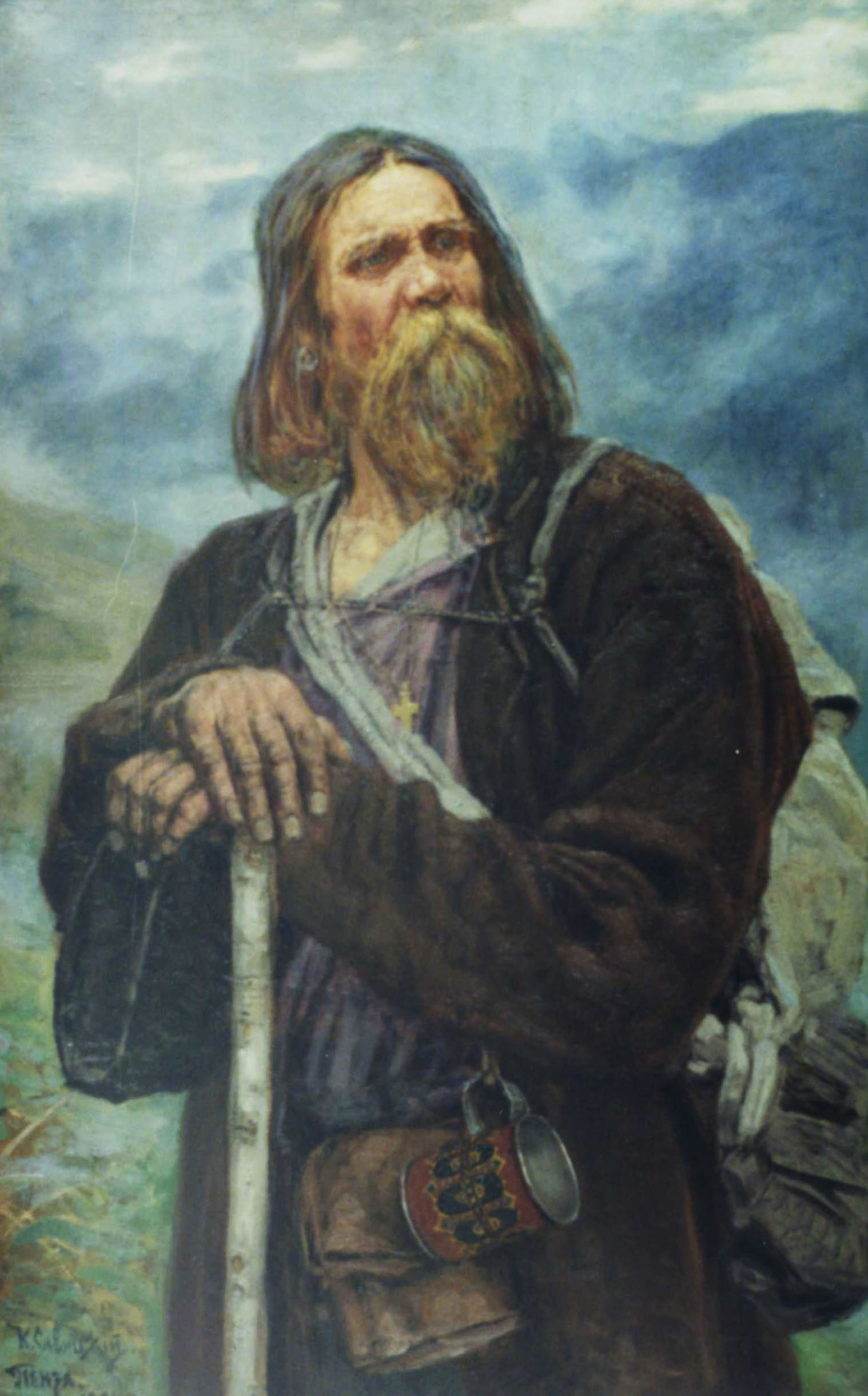
Константин Савицкий. Ходок. Новые места, 1904,  холст, масло, 104,5 x 67 см, Нижнетагильский музей изобразительных искусств
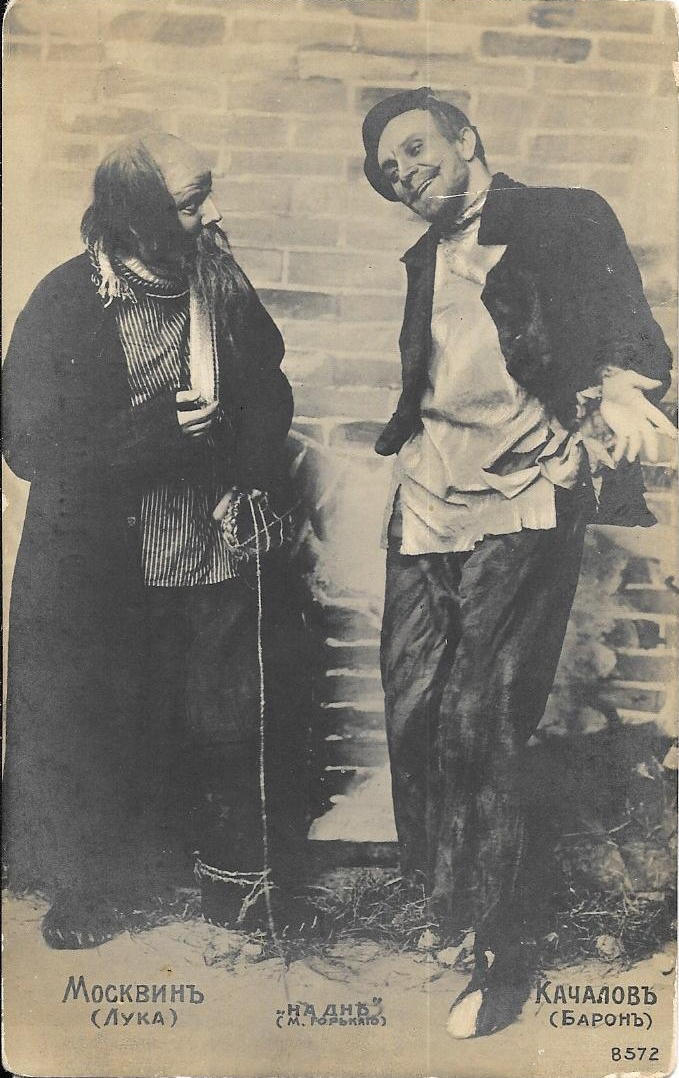
Иван Москвин в роли Луки (слева) в спектакле Московского Художественного театра, 1902